# 1-я бронетанковая дивизия (США)
1-я бронетанковая дивизия (англ. 1st Armored Division) — тактическое соединение Армии США.
Пункт постоянной дислокации (ППД) дивизии располагается в Форт-Блисс в Эль-Пасо, штат Техас.
Прозвище — «Старые Железнобокие» (Old Ironsides).

## История

### Межвоенный период
15 июля 1940 года 1-я бронетанковая дивизия, в основном расширенная и реорганизованная версия 7-й кавалерийской бригады, была сформирована в Форт-Ноксе под командованием генерал-майора Брюса Магрудера. 1-й кавалерийский полк был переименован в 1-й бронетанковый полк, а 13-й кавалерийский полк был переименован в 13-й бронетанковый полк в составе 1-й бронетанковой бригады 1-й бронетанковой дивизии. В течение более двух лет после своего создания 1-я бронетанковая дивизия проходила подготовку в Форт-Ноксе, и дивизия была пионером в испытаниях бронетанковой артиллерии и стратегических танковых наступательных операциях, увеличив свой состав с 66 средних танков до более 600 единиц средних и лёгких бронированных машин.
15 апреля 1941 года дивизия направила кадры для формирования 4-й бронетанковой дивизии в Пайн-Кэмп, Нью-Йорк.

### Вторая мировая война

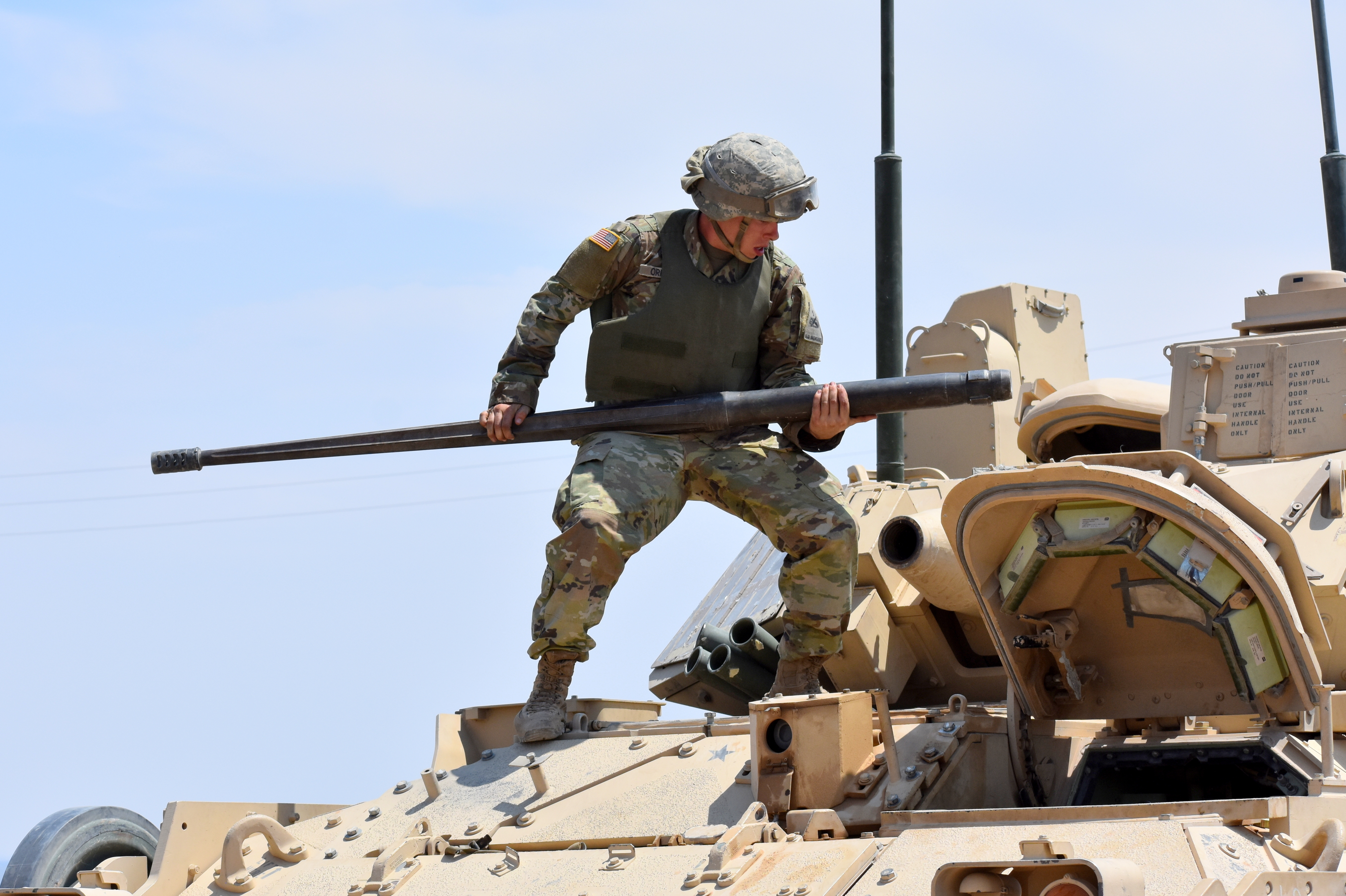
Солдат 2-го эскадрона 13-го кавалерийского полка 3-й бригады 1-й бртд заменяет ствол у пушки M242 Bushmaster в БМП М2А3 «Брэдли» на полигоне Донья-Ана (Doña Ana), штат Нью-Мексико. 2 августа 2018.

#### Обучение
Подразделение проходило обучение в Форт-Ноксе, штат Кентукки, 15 июля 1940 года. Это был эксперимент по созданию автономной постоянной боевой единицы с танками в качестве ядра. Этот эксперимент ранее никогда не проводился, и войска, необходимые для такой организации, были набраны со многих армейских подразделений.
Когда организация соединения была завершена, дивизия имела в своём составе танки, артиллерию и пехоту. В непосредственной поддержке находились истребители танков, обслуживающий, медицинский, снабженческий и инженерный батальоны, но довести дивизию до полного состава танков, орудий и транспортных средств было сложно. Хотя новое ВВТ получалось почти ежедневно, до марта 1941 года дивизия имела только девять устаревших средних танков. Основным вооружением девятки была 37-миллиметровая пушка.
Форт-Нокс в 1940 году мало чем отличался от других армейских баз в стране. Было несколько незначительных отличий: высокая коронованная кепи носилась с левой стороны головы, а несколько экспериментальных моделей четвертьтонного грузовика, которые тогда находились на базе, назывались «писк», чтобы отличать их от более тяжёлой командной машины, которую танкисты всегда называли «джипом».
Чтобы стать экспертом в своих недавно приобретённых танках, полугусеничных автомобилях и орудиях, большая часть дивизии посещала Школу танковых войск в Ноксе.
Каждый день какое-нибудь подразделение атаковало стальную смотровую башню под названием OP Six, чтобы захватить часть участка размером с квадратную милю площадью 25 квадратных миль с кентуккийской кистью и оврагами.
После более чем годовой подготовки дивизия уехала в сентябре 1941 года на три месяца манёвров в Луизиану. За день до Пёрл-Харбора дивизия вернулась в Форт-Нокс. Призывники проявили себя как солдаты в манёврах. Они с нетерпением ожидали увольнений после годичной службы. Обычные армейцы ожидали отпусков.
Обучение приобрело новую интенсивность. Дивизия была реорганизована, и все танки, как среднего, так и лёгкого, были помещены в два танковых полка: 1-й и 13-й. Был сформирован третий танковый артиллерийский батальон, 91-й, а 701-й батальон истребителей танков был организован и присоединён к дивизии.
В Форт-Ноксе подразделение участвовало в короткометражном фильме Техниколора «Танки идут» (The Tanks Are Coming) (в качестве «Первой танковой силы»). Она была развёрнута для участия в манёврах 7-го армейского корпуса 18 августа 1941 года. После завершения манёвров 1-я бронетанковая дивизия двинулась 28 августа 1941 года и 1 сентября 1941 года прибыла в Кэмп-Полк для манёвров 2-й армии дислоцированной в Луизиане. Затем они переехали в Форт-Джексон 30 октября 1941 года для участия в манёврах 1-й армии дислоцированной в Южной Каролине. Затем 7 декабря 1941 года дивизия верналась в Форт-Нокс, но вместо подготовки к гарнизонной службе она начала готовиться к развёртыванию за границей.
Несколько месяцев спустя, в марте 1942 года, дивизия находилась на пути в Форт-Дикс, штат Нью-Джерси, в район подготовки под командованием генерал-майора Орландо Уорда. Генерал Уорд освободил генерал-майора Брюса Р. Магрудера, который командовал дивизией с момента её организации. Это был «секретный» шаг, но неудивительно, что жители городка Вашингтон-Корт-Хаус, штат Огайо, четыре дня ждали прибытия дивизии. На главной улице были фильмы, еда, горячая вода для бритья и гигантский баннер с надписью «Добро пожаловать, 1-я бронетанковая дивизия». В Диксе было 36-часовой проезд до Нью-Йорка, а автопарки забиты транспортными средствами. Никто не знал, когда и где происходит разделение.
Переезд был в Северную Ирландию, где дивизия высадилась в мае и июне. Обучение в течение следующих нескольких месяцев было ещё более жёстким и требовательным, чем в последние месяцы в Соединённых Штатах. Мужчины были умственно и физически в своих лучших проявлениях. Общим чувством было нетерпение.
В конце учебного периода боевое командование B, в котором участвовало около половины военнослужащих дивизии, было предупреждено о необходимости покинуть Ирландию и подготовиться к поездке за границу, где «… вы выйдете из боя».
Для вторжения были подготовлены 1-й батальон 1-го бронетанкового полка, 1-й и 2-й батальоны 13-го бронетанкового полка, почти весь 6-й моторизованный полк (6th Armored Infantry Regiment), 27-й артиллерийский дивизион, роты B и C 701-го батальона истребителей танков (701st Tank Destroyer Battalion) и отряды 16-го инженерного батальона (16th Armored Engineer Battalion), батальона снабжения, батальона технического обслуживания, 47-го медицинского батальона и 141-й роты связи.

#### Боевые операции

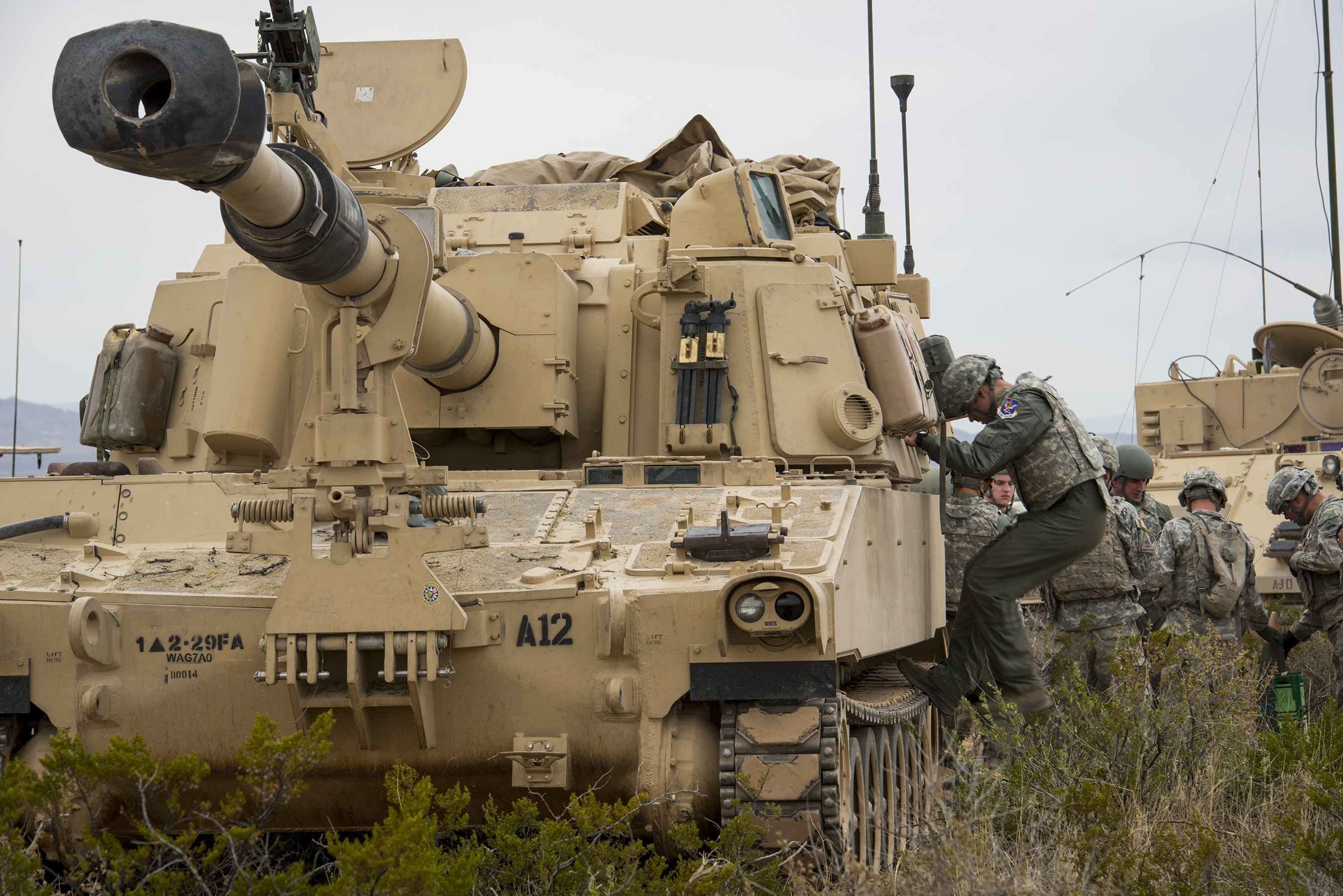
Лётчики из 74-й истребительной эскадрильи 15-й воздушной армии и 23-й группы технического обслуживания беседуют с солдатами батареи «Альфа» 2-го дивизиона 29-го артиллерийского полка 1-й бртд о задаче и возможностях гаубицы M109A6 Paladin во время учений IRON STRIKE, 4 декабря 2014 г. на полигоне Оро Гранде (Oro Grande), военная база Форт-Блисс, Техас.

11 апреля 1942 года 1-й бронетанковой дивизии было приказано прибыть в Форт-Дикс и ожидать развёртывания за границей. 11 мая 1942 года командование дивизии потребовало, чтобы они поднялись на борт трансатлантического лайнера RMS Queen Mary в Нью-йоркском посадочном порту (New York Port of Embarkation) в Бруклинском армейском терминале (Brooklyn Army Terminal). Они прибыли в Северную Ирландию 16 мая 1942 года и тренировались на болотах, пока не переехали в Англию 29 октября 1942 года. Теперь дивизией командовал генерал-майор Орландо Уорд (Orlando Ward).
Первый контакт подразделения с противником состоялся в рамках операции «Факел» (Operation Torch) 8 ноября 1942 года, когда союзники вторглись в Северо-Западную Африку. Части дивизии входили в состав Северной оперативной группы (Northern Task Force) и стала первой американской бронетанковой дивизией, которая участвовала в боевых действиях во Второй мировой войне. Боевое командование В (БКБ) (Combat Command B) дивизии высадилось к востоку и западу от Орана под командованием бригадного генерала Лансфорда Э. Оливера (Lunsford E. Oliver) и вошло в город 10 ноября 1942 года. 24 ноября 1942 года дивизия переехала из Тафаруи (Алжир) в Беджу (Тунис) и совершила нападание на аэродром Джедейды на следующий день. Джедейда была окончательно завоевана 28 ноября 1942 года. Дивизия двинулась на юго-запад от Тебурбы 1 декабря 1942 года, вступив в бой с немецкими войсками на высотах Эль-Гесса (El Guessa) 3 декабря 1942 года, но её линии были прорваны 6 декабря 1942 года. БКБ отступило в Беджу с потерями тяжёлой техники между 10 и 11 декабря 1942 года и был помещён в резерв. Затем БКБ атаковало долину Усельтия (Ousseltia) 21 января 1943 года и очищало этот район до 29 января 1943 года, когда его направили в Бу-Чебку (Bou Chebka), а 14 февраля 1943 года он прибыл в Мактар.
Боевое командование А (БКА) (Combat Command A) воевало на перевале Фаид начиная с 30 января 1943 года и продвинулось к Сиди-Бу-Зиду, где оно было отброшено с тяжёлыми танковыми потерями 14 февраля 1943 года и имело части, изолированные на Джебеле Лессуда, Джебеле Касайра и Гарете Хадиде. Боевое командование Си (БКС), которое было сформировано 23 января 1943 года для рейда на станцию Санад 24 января, продвинулось в направлении Сбейты и контратаковало, чтобы поддержать БКА в Сиди-Бу-ЗиДе район на 15 февраля 1943 года, но было отброшено с тяжёлыми потерями. Дивизия вышла из Сбейты 16 февраля 1943 года, но уже к 21 февраля 1943 года БКБ сдержало немецкое наступление на Тебессу. Вывод немецких войск позволил дивизии 26 февраля 1943 года вернуть Кассеринский перевал и собраться в резерве. Дивизия двинулась на северо-восток от Гафсы 13 марта 1943 года и атаковала во время проливных дождей 17 марта 1943 года, когда БКА захватило Заннуш (Zannouch), но была обездвижена дождём на следующий день. Дивизия двинулась на Микнассы 20 марта 1943 года, а также участвовала в битве за Джебель-Наэмия (Djebel Naemia) 22-25 марта 1943 года, а затем сражалась, чтобы прорвать позиции, преграждающие дорогу на Габес между 29 марта и 1 апреля 1943 года. Она начала следить за отходящими немецкими войсками 6 апреля 1943 года и атаковала Матер силами БКА 27 апреля 1943 года, который пал после тяжёлых боев на высоте 315 и высоте 299 3 мая 1943 года. Дивизия, теперь под командованием генерал-майора Эрнеста Н. Хармона (Ernest N. Harmon), сражалась за Джебель-Ахтель между 5 и 11 мая 1943 года и вошла в Ферривиль (Ferryville) 7 мая 1943 года. Немецкие и итальянские войска в Тунисе сдались в плен между 9 и 13 мая 1943 года. Дивизия была реорганизована во Французском Марокко и начала прибывать в Неаполь (Королевство Италия), 28 октября 1943 года.

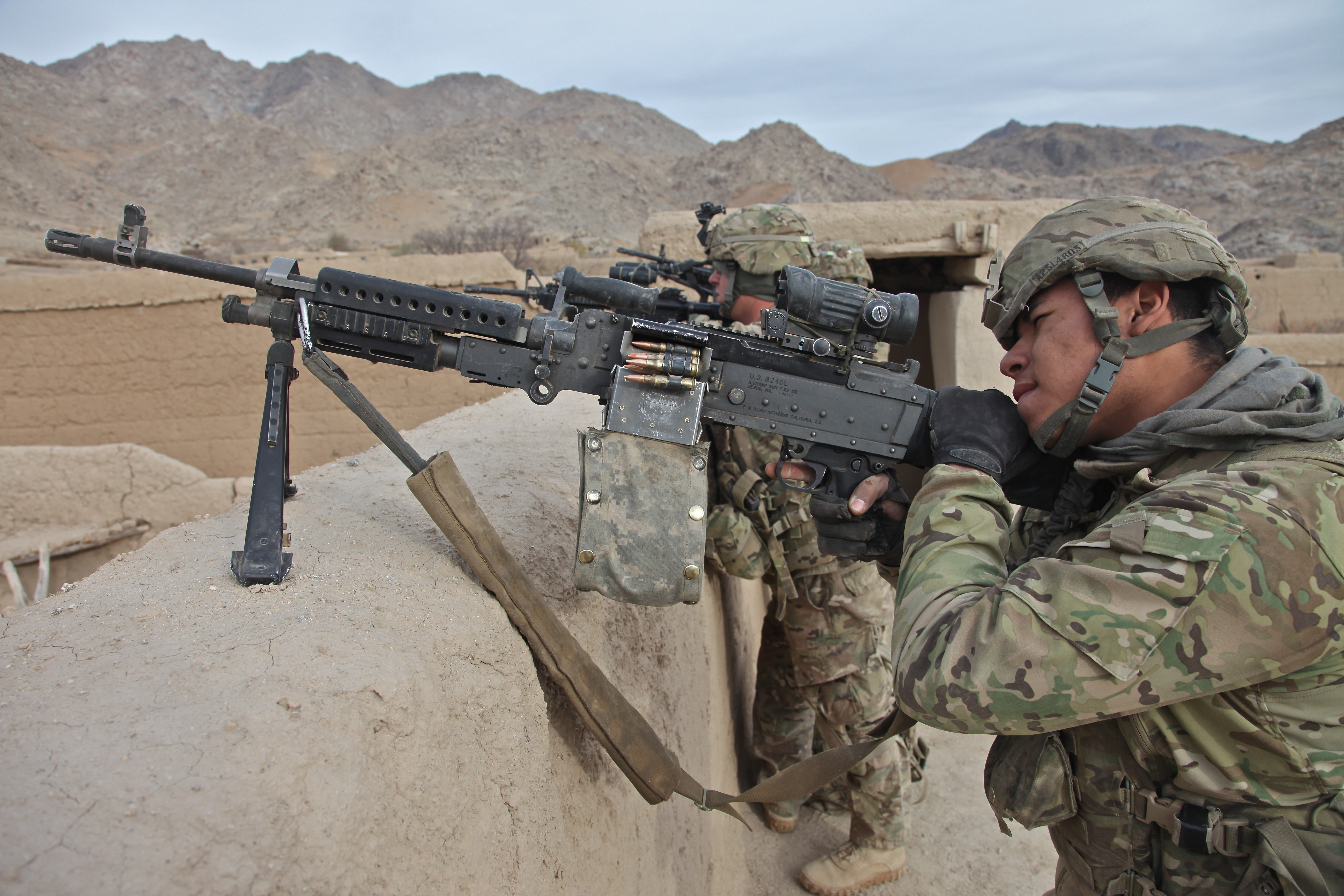
Рядовые первого класса Дэнни Лопес из Эль-Пасо и Райан Ламли (сзади) из Сидар-Ки, штат Флорида, прикомандированные ко 2-му взводу роты действия (Action Company), 2-го батальона 5-го пехотного полка 3-й бригады дивизии обеспечивают безопасность на вершине Калат в селе Чингай Сайед-Абадского района провинции Вардак, Афганистан, 21 ноября 2011 г.

После вторжения союзников на Сицилию эта часть, входившая в состав американской 5-й армии, вторглась в материковую Италию. Она принимала участие в наступлении на Зимней линии (Линии Густава) в ноябре 1943 года. Затем он обошёл с фланга армии стран Оси при высадке в Анцио, а затем прошёл через город Рим и преследовал отступающего врага на север до середины июля 1944 года. В этот момент генерал-майор Хармон был заменён генерал-майором Верноном Причардом (Vernon Prichard), который возглавлял 1-ю бртд на протяжении всей оставшейся войны. Через три дня после того, как Причард принял командование, дивизия была реорганизована с учётом опыта Североафриканской кампании. Перемена была разительной. Он ликвидировал бронетанковые и пехотные полки в пользу отдельных трёх бронетанковых и трёх пехотных батальонов, расформировал батальон снабжения и сократил численность дивизии с 14 000 до 10 000 человек. Результатом реорганизации стала более гибкая и сбалансированная дивизия с примерно равными пехотными и бронетанковыми батальонами. Эти силы могли быть объединены или адаптированы командованием под любую ситуацию. Дополнительные силы пехоты оказались особенно полезными в последующих кампаниях в ходе преимущественно горного сражения итальянской кампании. Дивизия продолжала сражаться в долине реки По до тех пор, пока 2 мая 1945 года немецкие войска в Италии не капитулировали. В июне дивизия переехала в Германию в составе оккупационных войск.

#### Потери
Общие потери в бою: 7096
- Убито в бою: 1194[3]
- Раненые в бою: 5168[3]
- Пропавшие без вести: 216[3]
- Военнопленные: 518[3]

Во время войны Железнобокая дивизия захватила 41 город и 108 740 пленных. 722 солдата дивизии были награждены серебряной звездой, 908 получили бронзовую звезду. Подразделение получило 5478 пурпурных сердец. Два солдата дивизии были награждены Медалью Почёта во время Второй мировой войны: рядовой Николас Минью и младший лейтенант Томас Уэлдон Фаулер.
Флаг 1-й бронетанковой дивизии вернулся в Нью-йоркский посадочный порт 24 апреля 1946 года и дивизия была расформирована в Кэмп-Килмер (Camp Kilmer), штат Нью-Джерси, 25 апреля 1946 года. Штаб-квартира и подразделения, оставшиеся в Германии, были перепрофилированы и переименованы в компонент констеблей США (United States Constabulary).

### Холодная война
В рамках наращивания американских сил в ходе Корейской войны, 1-я бронетанковая дивизия была восстановлена в Форт-Худ (штат Техас) 7 марта 1951 года. Дивизия стала одной из первых дивизий в армии, объединивших чернокожих солдат по всему строю. Это была также единственная боеспособная бронетанковая дивизия в континентальных Соединённых Штатах и первая, получившая танк M48 Patton. Подготовка к ядерной войне стала главной темой в середине 1950-х годов. 1-я бронетанковая дивизия участвовала в испытаниях концепции «атомной полевой армии» в Форт-Худе и в операции «Полынь», крупнейшем совместном манёвре, проведённом со времен Второй мировой войны. по завершении учений в феврале 1956 года 1-я бронетанковая дивизия переехала в свой новый пункт постоянной дислокации в Форт-Полк (штат Луизиана).

#### Куба
В конце 1950-х годов внимание армии к ядерной теме ослабло. Армия пережила годы жёстких бюджетов. Уменьшившись в размерах и вернувшись в Форт-Худ, 1-я бронетанковая дивизия вернулась к подготовке кадров для новых призывников. В 1962 году 1-я бронетанковая дивизия была восстановлена в полном составе и реорганизована. Бригады сменили боевые команды, а авиационные средства дивизии удвоились. За реорганизацией последовали интенсивные тренировки. В октябре 1962 года 1-я бронетанковая дивизия была объявлена боеготовой, как раз перед Карибским кризисом. В ответ на советское размещение ракет на Кубе дивизия переместилась из Форт-Худа в Форт-Стюарт. Вся операция заняла всего 18 дней.
В течение следующих шести недель 1-я бронетанковая дивизия проводила огневую подготовку и десантные учения на побережье Джорджии и Флориды. Одним из ярких моментов был визит президента Джона Ф. Кеннеди 26 ноября 1962 года. Вскоре после этого международная напряжённость ослабла и дивизия вернулась в Форт-Худ.

#### Вьетнам
Хотя 1-я бронетанковая дивизия не участвовала в полном составе во Вьетнамской войне, два подразделения: рота А 501-го авиационного полка и 1-я эскадрилья 1-го кавалерийского авиационного полка служили во Вьетнаме. Оба получили президентские звания, а 1-я эскадрилья получила две награды «За доблесть» и три вьетнамских «Креста доблести». Ни одна из частей не была официально отделена от 1-й бронетанковой дивизии, поэтому ветераны обеих частей могут носить нашивку дивизии в качестве боевой нашивки. Кроме того, в 1967 году 198-я пехотная бригада была сформирована из трёх пехотных батальонов дивизии и развернута из Форт-Худа во Вьетнам. После войны два из трёх батальонов: 1-6 пехотный и 1-52 пехотный, вернулись в 1-ю бронетанковую дивизию.
В 1968 году после убийства Мартина Лютера Кинга во многих американских городах вспыхнули беспорядки. 3-я бригада была развёрнута в Чикаго для оказания помощи в восстановлении порядка:309.

#### Западная Германия

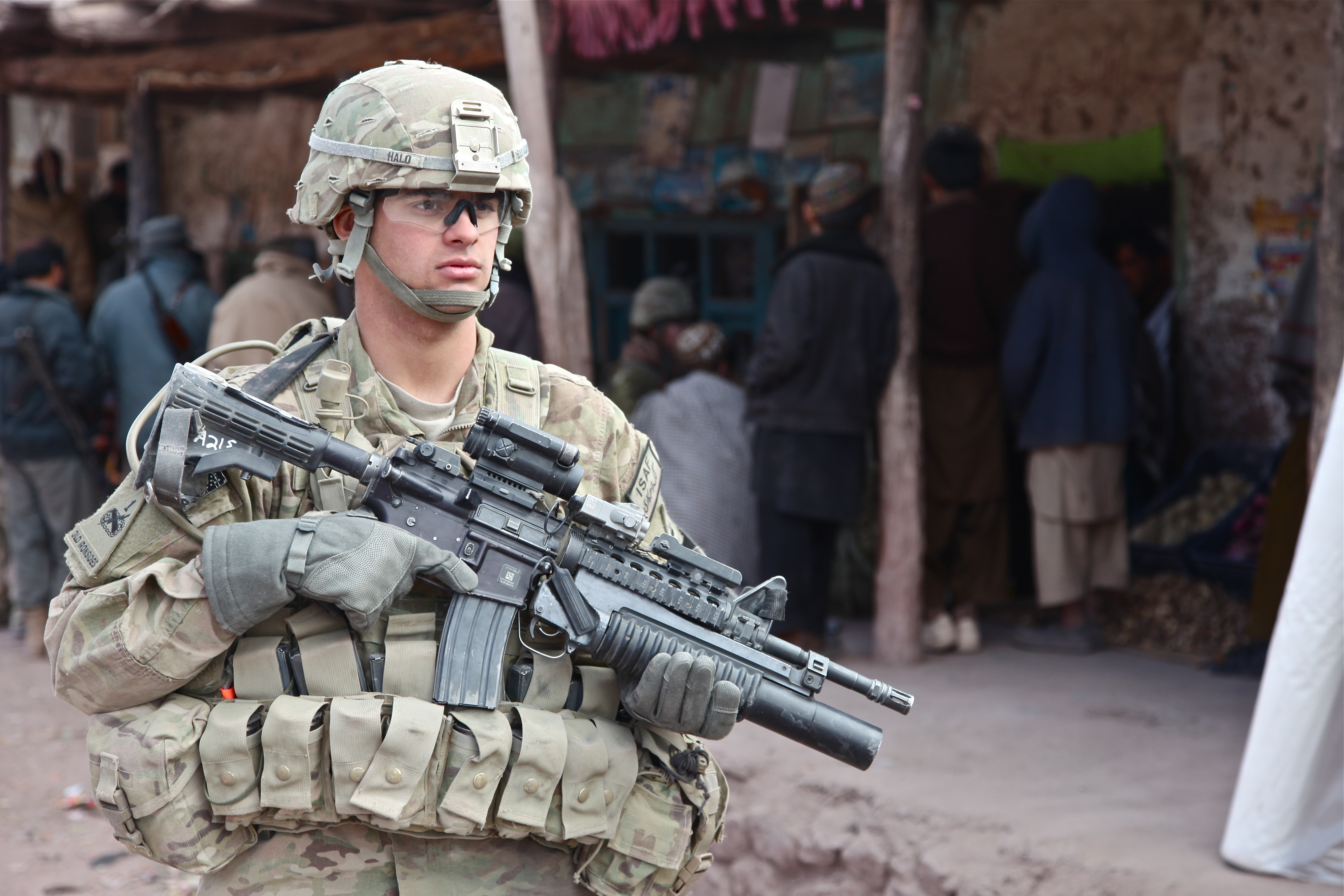
Рядовой Джон Хало 3-й пехотной бригады 1-й бронетанковой дивизии с автоматом M4, коллиматорным прицелом, лазерным целеуказателем, прицелом для подствольника и подствольником M203 обеспечивает безопасность на базаре района Азра, провинция Логар, Афганистан, 2 января 2012.

Начало 1970-х годов принесло вывод американских войск из Вьетнама и крупную перестройку армии. Старый Айронсайдс, по слухам, был в списке единиц, подлежащих расформированию. Ветераны дивизии организовали писательскую кампанию по «спасению» 1-й бронетанковой дивизии.
В рамках послевоенной реорганизации армии 1-я бронетанковая дивизия была переброшена в Западную Германию в 1971 году. Он заменил 4-ю бронетанковую дивизию в баварском городе Ансбах. Штаб дивизии оставался в Ансбахе, а бригадные подразделения — в соседних городах Бамберг, Иллесхайм, Фюрт (Нюрнберг), Швабах, Каттербах, Крайльсхайм, Эрланген и Цирндорф — в течение следующих двадцати лет в составе 7-го армейского корпуса, входившего в состав Центральной группы армий НАТО.
1-й батальон 51-го пехотного полка в Крайльсхайме, входивший в состав 1-й бригады, был выведен из строя 16 июня 1984 года. Это стало результатом преобразования дивизии по программе Division 86. По Division 86 каждая тяжёлая дивизия уменьшалась на один пехотный батальон, в то время как остальные пехотные батальоны получали одну дополнительную стрелковую роту.
16 апреля 1986 года в Германии была сформирована авиационная бригада 1-й бронетанковой дивизии.
В апреле 1987 года 6-й батальон 43-го артиллерийского полка ПВО переехал в недавно построенную Урласскую Казарму (Urlas Kaserne) (расположенный недалеко от Бисмарка и Каттербахской казармы (Katterbach Kaserne)), приписанный к 1-й бронетанковой дивизии.
16 ноября 1987 года 501-й авиационный батальон был переформирован в качестве 2-го батальона 1-го авиационного полка в Каттербахской казарме, под командованием 1-й бронетанковой дивизии.

### Война в Персидском заливе

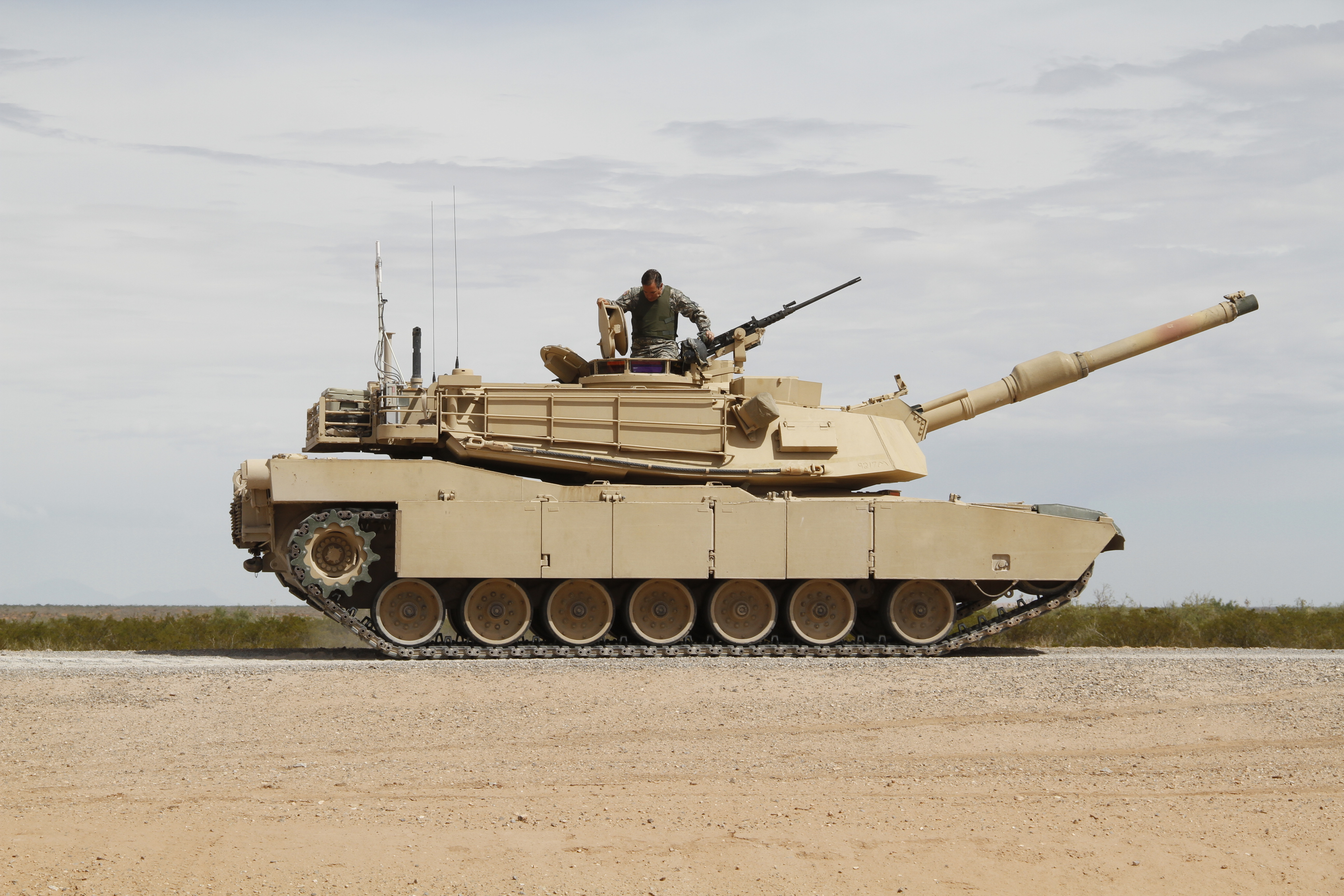
Сенатор США (от штата Техас) Тед Круз забирается в M1A2 Abrams 1-го батальона 37-го бронетанкового полка, 2-й бригады 1-й бртд возле Орогранде, штат Нью-Мексико, 9 августа 2016 г.

В августе 1990 года Ирак вторгся в Кувейт. 8 ноября 1990 года 1-я бронетанковая дивизия была поднята по тревоге для развёртывания на Ближнем Востоке, чтобы обеспечить наступательный вариант, если Саддам Хусейн откажется уйти из Кувейта. Это обеспечило резкую смену фокуса для дивизии, от «наращивания» американских сил в Европе до внезапного «наращивания» в Передней Азии.
Руководители дивизии и солдаты начали сосредоточиваться на планировании, подготовке и развёртывании подразделений. Планирование было сопряжено с двумя проблемами. Во-первых, дивизия должна была быть отправлена в Саудовскую Аравию в логическом порядке, чтобы поддержать наращивание сил для будущих боевых операций. Европейские тяжёлые дивизии никогда не выполняли эту монументальную задачу.
Командиры и их штабы быстро интегрировали новую технику в свои подразделения для развёртывания в регионе Персидского залива. Дивизия также готовилась к приёму новых подразделений: 3-я бригада 3-й пехотной дивизии заменила 1-ю бригаду 1-й бронетанковой дивизии. К дивизии также присоединились такие подразделения, как 312-й Центр поддержки (RAOC), состоящий из резервистов со всей Германии. Другие подразделения, такие как 54-й и 19-й инженерные батальоны, 218-я рота военной полиции и 7-я группа поддержки, присоединились к 1-й бртд уже в Кувейте.
В течение нескольких недель, предшествовавших развёртыванию, подразделения сосредоточились на индивидуальной и групповой подготовке, включая артиллерийскую подготовку, одновременно готовя транспортные средства для передвижения за границу. Дивизия имела 355 танков и 300 экипажей M2 Bradley по таблицам VII и VIII, артиллерия дивизии вела огонь по модифицированной таблице Vulcan VIII и имела расчёты зенитчиков с ПЗРК FIM-92 Stinger и ЗРК Chaparral. Репетиции боевой подготовки и семинары также были частью строгой программы обучения.
Дивизия перевозила технику железнодорожным транспортом, седельными тягачами и вертолётами. Эти перемещения неизбежно происходили в короткие сроки или в плохую погоду, с проблемами координации и логистики. Подразделения трудились долгие дни, включая выходные, чтобы развернуться. Первые поезда отправились в порт в последнюю неделю ноября 1990 года, движение продолжалось и во вторую неделю декабря 1990 года. В течение двух месяцев 17 400 солдат и 7050 единиц техники были переброшены в Саудовскую Аравию для проведения операции «Щит пустыни».

#### Район тактического сбора
Дивизия сошлась в районе тактического сбора (РТС) «Томпсон», к юго-востоку от Хафар-Эль-Батина в Саудовской Аравии, в период с 14 декабря по 24 января 1991 года, со стороны Персидского залива. Одной из самых больших опасностей, с которыми столкнулись солдаты во время операции «Щит пустыни» и «Буря в пустыне», были дорожно-транспортные происшествия во время конвоя в РТС Томпсон, когда они шли из порта входа. Дорога Tapline (Трансарабский трубопровод) была мощёной, но ухабистой дорогой, достаточно широкой для двух с половиной транспортных средств, но рассматривалась саудовскими водителями грузовиков как четырёхполосная супертрасса. Конвои от промежуточного плацдарма до Томпсона занимали 15—20 часов и влекли за собой многочисленные опасности и препятствия: пробки на дорогах, длительные остановки на заправках, усталость водителей и безрассудство водителей грузовиков. К счастью, «старые железнобокие» не пострадали на «Аллее самоубийц» во время переезда в РТС Томпсон.
До начала воздушной кампании основными задачами дивизии в РТС были обеспечение безопасности, жизнеобеспечение, в частности, гигиена, наращивание боевой мощи дивизии, планирование на случай непредвиденных обстоятельств и психологическая подготовка к бою. Подготовка к иракскому превентивному удару в сочетании с террористическими атаками усилила меры безопасности во время сосредоточения дивизии. Все подразделения поддерживали высокий уровень безопасности, включая ежедневное дежурство, круглосуточную охрану и постоянное улучшение боевых позиций.
Вопросы жизнеобеспечения также были в приоритете. Ключевыми проблемами были надлежащее удаление отходов, личная чистота, удобства для жизни, почта и использование телефонов. Деревянные душевые и уборные подняли боевой дух, а сжигание человеческих отходов стало ежедневным ритуалом. Изюминкой каждого дня был почтовый звонок, в то время как 120-телефонная AT&T Fest tent позволяла солдатам время от времени звонить домой.
Ещё одной проблемой во время наращивания сил в Томпсоне была подготовка к иракскому упреждающему удару. Несмотря на многочисленные тяжёлые дивизии, Саддам продолжал привязывать свои части к стационарным оборонительным сооружениям. Угроза иракского нападения подстегнула 1-й бртд наращивание боевой мощи в Томпсоне. Логисты соперничали с корпусом за большее количество хэтов для танков, бронемашин и артиллерийского транспорта. Боеприпасы были ещё одним критическим вопросом, такие как ракеты Hellfire, артиллерийские снаряды Copperhead, БОПС к танковым орудиям M1A1 Abrams, Stinger, TOW и патроны .50 калибра требовали умелого управления. Провал переговоров Бейкера — Азиза 9 января показал, что иракцы не были готовы уйти. Наступательные действия были неизбежны.

#### Воздушная кампания

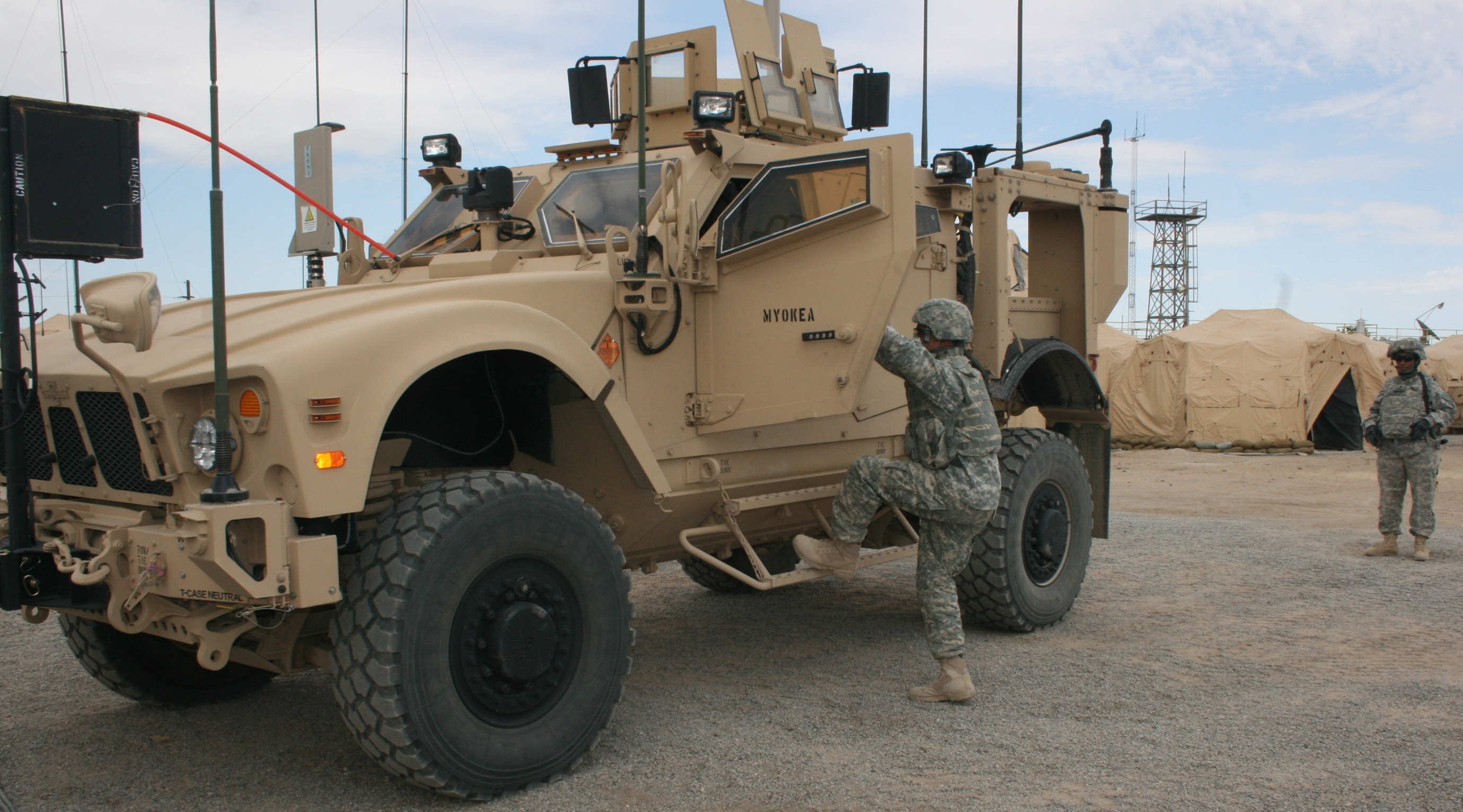
Специалист Дэвид Луни забирается в противоминно-устойчивый бронеавтомобиль M-ATV на этапе подготовки к учениям Network Integration Evaluation 12.1 на ракетном полигоне Уайт-Сэндс, Нью-Мексико, оба солдата из батальона специальных войск 2-й бригады 1-й бронетанковой дивизии. 24 октября 2011.

Ранним утром 17 января коалиционные военно-воздушные и военно-морские силы нанесли сокрушительные удары по иракским ВВС, системам ПВО, командования, управления, связи и разведки. Авиаудары коалиции быстро завоевали господство в воздухе. В ходе воздушной кампании основное внимание уделялось стратегическим целям, таким как ядерный, биологический и химический потенциал Ирака, а также оперативным целям, главным образом тяжёлым подразделениям иракской Республиканской гвардии. Воздушные атаки продолжались в течение 39 дней.
В течение четырёх недель, предшествовавших переезду в район передового сбора (РПС), было проведено много тренировок. Дивизия маневрировала в соответствии с концепцией «ползи, иди, беги», которая прогрессировала от прохода лидера к репетициям подразделения на уровне отряда до бригады. Обучение достигло пика с бригадным манёвром боевых действий, боевым сопровождением и боевой службой элементов поддержки на дальних дистанциях. Стрельба на полигоне Эскей, осуществляемая подразделениями манёвренной и огневой поддержки, велась регулярно. Подразделения сосредоточились на наступательной тактике, включая технику передвижения, атакующие формирования, действия на контакте и преодоление препятствий на ходу. Подразделения боевой поддержки выполняли одновременно две задачи. Они обеспечивали необходимое жизнеобеспечение бригад и отдельных батальонов и сосредоточивались на основных принципах ведения боевых действий в условиях пустыни Для поддержки подвижной бронетехники.
Боевая задача 7-го армейского корпуса состояла в том, чтобы прорвать оборонительные позиции в Ираке и подготовить почву для окружения 1-й бронетанковой дивизии РГ Ирака к западу от места прорыва. Успех плана зависел от успешной воздушной кампании, эффективной разведки и плана обмана на театральном уровне. До начала наземных боев Коалиция сумела уничтожить иракские танки и боевые машины по меньшей мере на 23 процента, а артиллерию — на 47 процентов. Иракские подразделения в составе кто продолжали подвергаться чудовищному избиению. Пехотные дивизии фронтовой линии были хуже всего оснащены и меньше всего поддерживались, и они больше всего пострадали от авиации союзников. Хотя иракские механизированные и бронетанковые дивизии, служившие оперативными и стратегическими резервами, также пострадали от авиации коалиции, они были в гораздо лучшей форме и готовы к ведению боевых действий.

#### Промежуточный плацдарм
Для большинства солдат 1-й бртд развёртывание в Саудовской Аравии повлекло за собой восьмичасовой полёт на самолёте, прерванный остановкой в Риме. После прибытия на аэродром Дахран или Кинг-Фахд солдаты проехали на автобусе 100 километров до промежуточных плацдармов (Intermediate staging area) вблизи портов Эль-Джубайль или ад-Даммам. Дивизия занимала два ПП: ПП на Севере в Эль-Джабайле и ПП на юге в Ад-Даммаме. Условия на севере ПП были пыльными, переполненными (10 000 и более солдат набивались по 16—20 человек в каждой палатке) и солдаты часто находились в антисанитарных условиях. Пища варьировалась от приемлемой до бедной и вызывала некоторые болезни. Условия на юге ПП были несколько лучше. В обоих лагерях имелись кое-какие удобства: киоск с Вольфбургер, Баскин Роббинс, PX, MARS и временная почта. Некоторые подразделения проводили Рождество в ПП, заказывая собственную еду и готовя её самостоятельно. Упор на индивидуальное обучение продолжался, поскольку офицеры проводили занятия по навыкам выживания в пустыне. Во многих отношениях ПП готовила солдат к жизни в пустыне, потому что она подвергала их воздействию пыли, влаги, проблем санитарии и технического обслуживания.
В то время как солдаты обучали и обслуживали технику, офицеры штаба дивизии и бригады продолжали планировать. Планировщики разработали оперативную концепцию, которую они непрерывно оттачивали. Центр разведки всех источников (ASIC) получал, обрабатывал и распространял разведывательные сведения, шаблоны и карты. Карты оставались ключевым вопросом — 1-я бртд требовала карт 1:10000, но ARCENT (United States Army Central) выбрал карты 1:50000 в качестве стандарта.

#### Передовая зона сбора

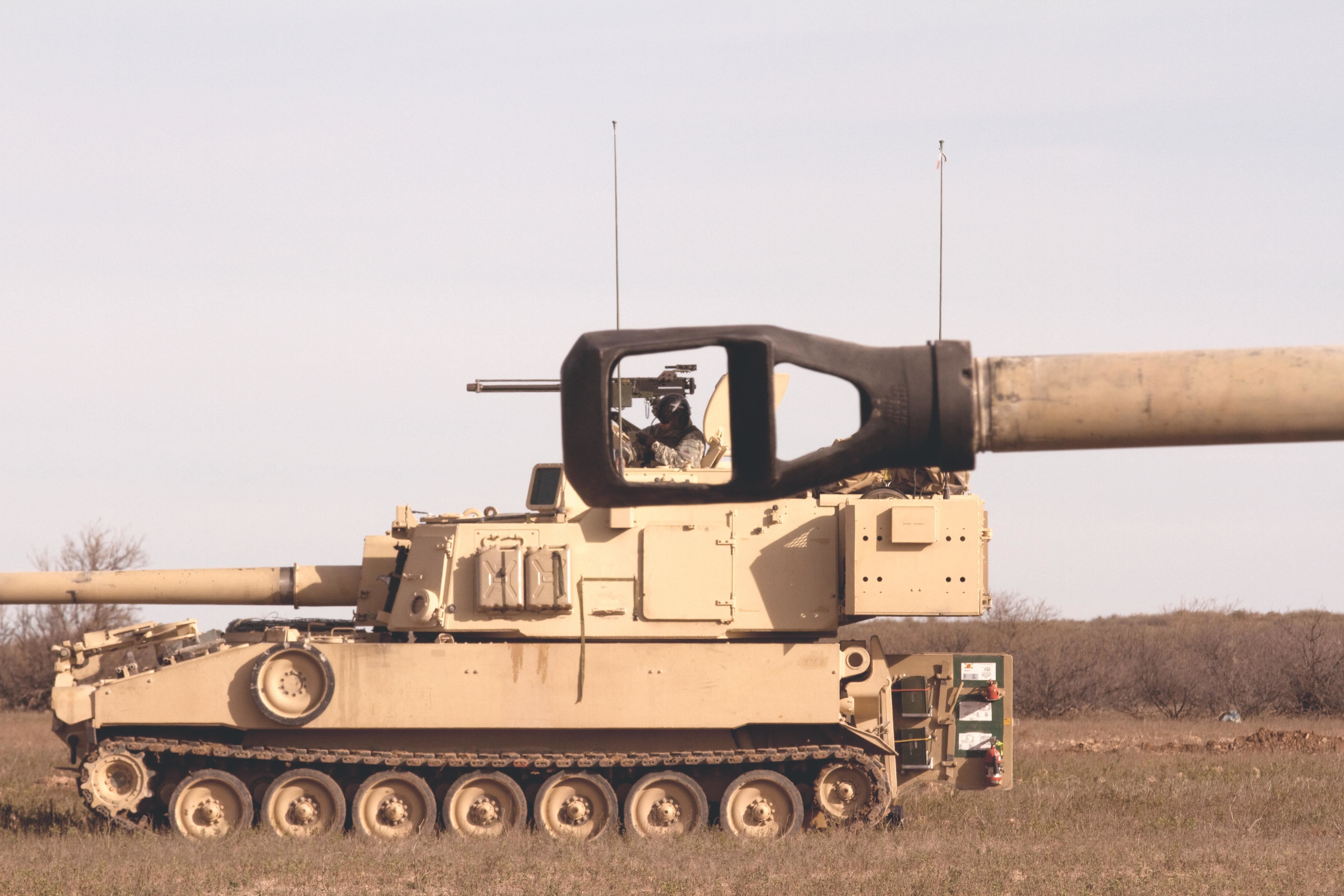
Сержант Мануэль Сарабия 4-го дивизиона 27-го артиллерийского полка 1-й бртд слушает команды стрельбы через радио САУ M109A6 Paladin в первый день DART на полигоне Донья-Ана 7 декабря 2015 г.

После завершения предбоевой подготовки, инспекций и подготовки в РТС Томпсон, месту дислокации последних шести недель, дивизия начала 150-километровый переход на запад к передовой зоне сбора (ПЗС) «Гарсия». Дивизия действовала в соответствии с предположением о том, что День G (ожидаемое начало наземного наступления союзников) наступит примерно 21 февраля. Перемещение дивизии на Запад, как ожидалось, должно было выполнить три задачи: переместить дивизию в её конечный сектор атаки, внести вклад в план обмана по всему театру, предназначенный для закрепления иракских сил в Кувейте, и отрепетировать боевые порядки дивизии, бригады и батальона, а также процедуры командования и управления на расстоянии, аналогичном плану нападения.
14 февраля движение началось с 1-го эскадрона 1-я кавалерийского полка пересекла главный маршрут снабжения (ГМС) «Султан», дорога из Хафр-Эль-Батина в Эр-Рияд в 5:36 утра, используя хорошо обозначенные маршруты, установленные 16-м инженерным батальоном и управляемые военными полицейскими из 501-й и 218-й рот военной полиции, эскадрон вёл 1-ю, 3-ю и 4-ю бригады, артиллерию и DISCOM (дивизии Армии США) над северными пунктами пересечения, в то время как 2-я бригада, главный командный пункт дивизии (DMAIN) и элементы 141-го батальона связи пересекли дальше на юг.
После полного закрытия плацдарма Мак (Mac), к северу от военного базы имени короля Халида (ВБКХ), дивизия подготовилась к репетиционной фазе движения. 1-я бртд выдвинулась рано утром 16 февраля позади 2-го бронекавалерийского полка и южнее 3-й бронетанковой дивизии со всеми батальонами, практикующими движение, чтобы связаться с боевыми упражнениями и методами передвижения. Переход к ПЗС Гарсия (Garcia) занял два дня, и дивизия совершила ещё один переход через ГМС (таплинскую дорогу к западу от Хафр-Эль-Батина) и 18 февраля вошла в ПЗС Гарсия.
С окончательным определением дня G, которое ещё не было принято, манёвры ударных вертолётов союзников и артиллерийские налёты заставляли иракцев гадать о предстоящих операциях в течение следующих нескольких дней. Железные солдаты использовали время, доступное в ПЗС Гарсия, чтобы продолжить предбоевую подготовку, провести репетиции и отдохнуть. Бойцы из батальонов тылового обеспечения дивизий и батальоны передовой поддержки продолжали наращивать запасы и технику на логистической базе Эхо (Log Base Echo), примерно в 25 км к востоку от основных частей дивизии в Гарсии. G-3 (21 Февраля.)
Хотя основные боевые действия дивизии продолжались ещё четыре дня, первая настоящая боевая операция дивизии была проведена в рамках широкомасштабной операции по дезинформации на театре военных действий. За несколько дней до фактического наземного наступления были проведены глубокие артиллерийские обстрелы и налёты ударных вертолётов «Апач», чтобы зафиксировать иракские войска в окрестностях Вади-Эль-Батина. В ночь на 20 февраля 4-й дивизион 27-го артиллерийского полка и батарея А, 94-го артиллерийского полка, оснащённые реактивной системой залпового огня (РСЗО) M270 MLRS, продвинулись на 50 километров к востоку от ПЗС Гарсия в сектор 1-й кавалерийской дивизии в районе тройного пересечения границ Кувейт — Ирак — Саудовская Аравия. На следующий день две артиллерийские части соединились с подразделениями дивизионной артиллерии 1-й кавалерийской дивизии, чтобы атаковать известные и предполагаемые позиции противника в Ираке в полдень и 3 часа дня. Во время первой операции 26 из 27 самоходных пусковых установок (СПУ) выпустили 312 ракет, а 23 из СПУ выпустили ещё 276 ракет во время второй операции, осыпав иракские позиции 378672 бомбами DPICM. затем подразделения вернулись в управление дивизии в ПЗС Гарсия и продолжили подготовку к будущим боевым операциям. G-1 (23 Февраля.)
В рамках заключительной подготовки к операции руководители дивизии провели двухчасовое учение «Песчаная модель» на тактическом командном пункте дивизии (DTAC) в час дня. Все командиры и ключевые штабные офицеры вплоть до батальонной оперативной группы и отдельной роты отрепетировали начальные этапы оперативного плана дивизии. Пока шла репетиция, части 19-го инженерного батальона передвинули землеройную технику на расстояние шести километров от международного пограничного вала Саудовская Аравия — Ирак. Шестнадцать бульдозеров готовились прорвать дамбу — первое ожидаемое препятствие для продвижения дивизии на север. После репетиции подтверждение позиций противника на всем участке операции в районе Эль-Бусайи было доработано с использованием аэрофотоснимков. Артиллерия сил и батальоны артиллерии непосредственной поддержки (2-й и 3-й дивизионы 1-го артиллерийского полка (2-1 FA, 3-1 FA) и 2-й дивизион 41-го артиллерийского полка (2-41 FA)) скорректировали целевые районы. В 9:15 вечера штурмовая вертолётная рота AH-64 Apache из 3-го батальона 1-го авиационного полка 4-й авиационной бригады дивизии провела вооружённую разведку на участке линии фронта. Результаты разведки подтвердили прогноз, что мало сил противника способно помешать первоначальной атаке.

#### Начало боевых действий 24 февраля 1991 года

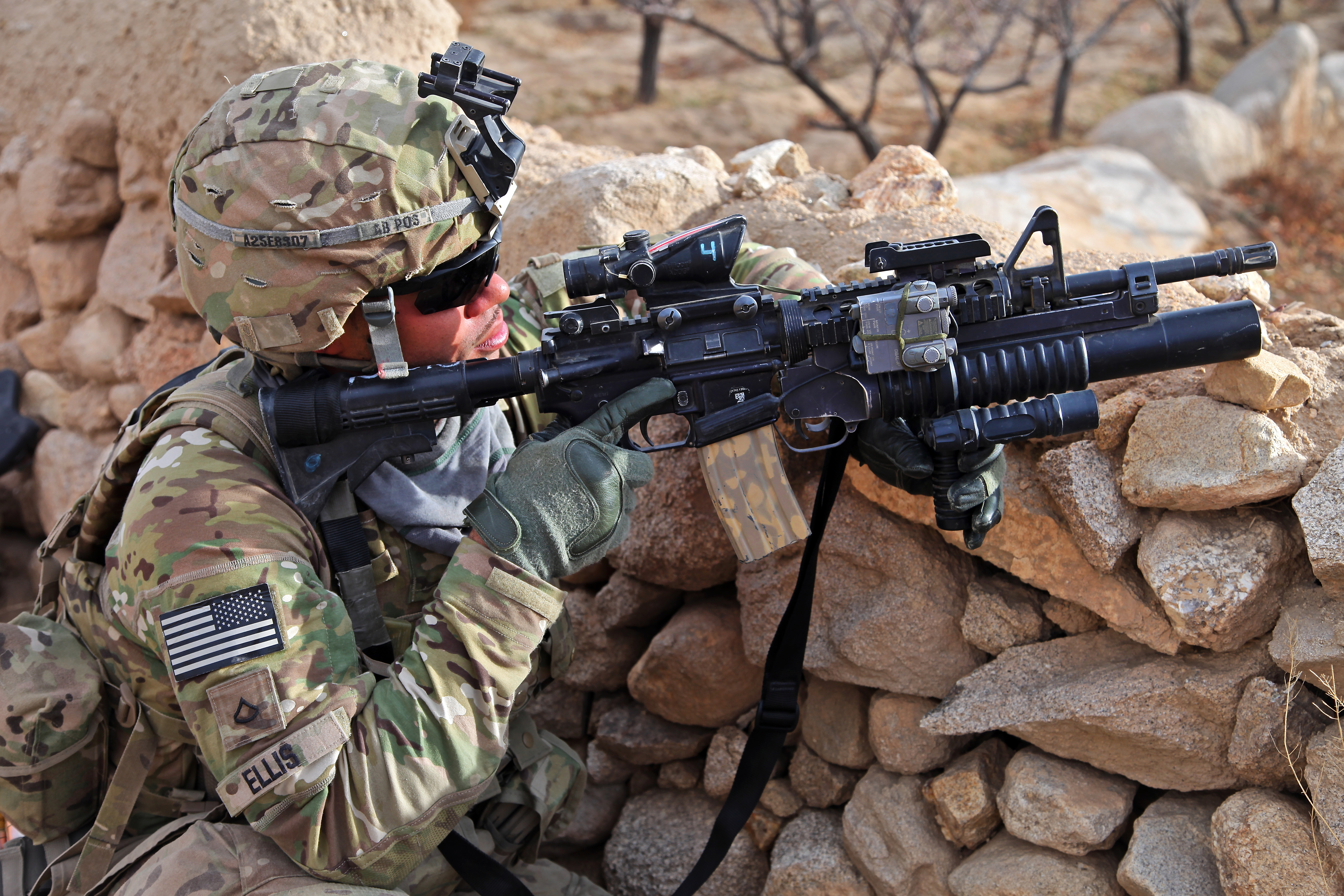
Рядовой 1-го класса 2-го батальона 5-го пехотного полка Эдлунд Эллис обеспечивает безопасность в деревне Балангаш в районе Сайед Абад в афганской провинции Вардак, 21 ноября 2011 года.

Примерно в 6:30 утра 19-й инженерный батальон (19th Engineers) приступил к работам по прорыву бермы. К середине дня вдоль 18-километрового фронта дивизии было построено более 250 восьмиметровых полос движения. Ранее в тот же день штаб 7-го армейского корпуса получил известие о неожиданном успехе наступательных операций, уже начавшихся в секторе 18-го воздушно-десантного корпуса (на дальнем западе) и секторе морской пехоты США (у побережья) союзного фронта. Корпус приказал 1-й бронетанковой дивизии быть готовой начать наступление в полдень, на 18 часов раньше намеченного срока. В полдень корпус поставил дивизию в двухчасовую боевую готовность, чтобы начать наступление. Получив приказ, дивизия пересекла назначенную ей линию отхода в 14:34, когда передовые части 1-го эскадрона 1-го кавалерийского полка (1-1 Cavalry) пересекли пограничную берму.
Несмотря на ограниченную видимость, вызванную интенсивной песчано-пылевой бурей, 1-я бртд быстро продвигалась на север узким фронтом в сжатом «дивизионном клине». 3-я бронетанковая дивизия сопровождала дивизию на её восточном фланге в качестве основных сил корпуса по глубокому охвату иракской обороны западнее Вади-Эль-Батина. 1-я бригада (оперативные группы 1-7, 4-7 Infantry, 4-66 Armor, 26-й батальон поддержки и 2-41 Field Artillery) дивизионный авангард, следовавший в 10 км за 1-1 кавалерийским эскадроном. 2-я бригада (оперативные группы 6-6 Infantry, 1-35, 2-70, 4-70 Armor, 47-й батальон поддержки и 2-1 Field Artillery) следовала слева (запад) сектора, а 3-я бригада (7-6 Infantry, 1-37 и 3-35 Armor, 125-й батальон поддержки и 3-1 Field Artillery) следовала справа (восток), поскольку генерал-майор Рональд Гриффит, командир дивизии, сосредоточил артиллерию сил позади 1-й бригады и между бригадами крыла. Подразделения поддержки дивизии (в том числе 123-й батальон поддержки), насчитывавшие почти 1000 машин, замыкали боевой порядок дивизии.
Дивизия двинулась вперед со 2-й бригадой, столкнувшись со сложной местностью на Западе, которая в сочетании с плохими погодными условиями ненадолго замедлила её движение. Разведка дивизии, 1-1 кавалерийский эскадрон, сообщил о первых боевых потерях дивизии — трёх солдат, раненных осколками от неразорвавшихся боеприпасов. В 3 часа дня 7-й корпус передвинул линию координации огневой поддержки передовую, чтобы облегчить контроль артиллерийских огней и близкую воздушную поддержку ВВС США. Вскоре после этого дивизия столкнулась со своими первыми вражескими военнопленными, обработка которых также несколько замедлила наступление. В 4 часа дня офицер связи ВВС дивизии сообщил, что ухудшение погодных условий не позволяет использовать близкую воздушную поддержку в течение оставшейся части дня, хотя отдельные районы воздушного боя остаются открытыми на случай улучшения погоды. Продвижение дивизии достигло района к северу, в 30 км от линии фронта, в 6:05 вечера. Ближе к вечеру дивизии было приказано прекратить наступление, чтобы она могла перестроить фланговые подразделения (3-я бронетанковая дивизия и 3-й бронекавалерийский полк на западе). 1-я бронетанковая дивизия использовала паузу для дозаправки и подготовки к продолжению атаки.
С учётом того, что части иракской 26-й дивизии, которые, как полагают, находились в районе фазовой линии (Phase Line) «Колорадо» (к северо-западу от Аль-Тамарии), командование приняло решение продолжить наступление на следующее утро в 6:30. В 10 часов 22 минуты разведывательные донесения показали, что командир иракского 3-го армейского корпуса приказал своим подразделениям в Кувейте начать вывод войск, и это было первым признаком того, что иракская оборона дала трещину.

#### 25 февраля 1991 года

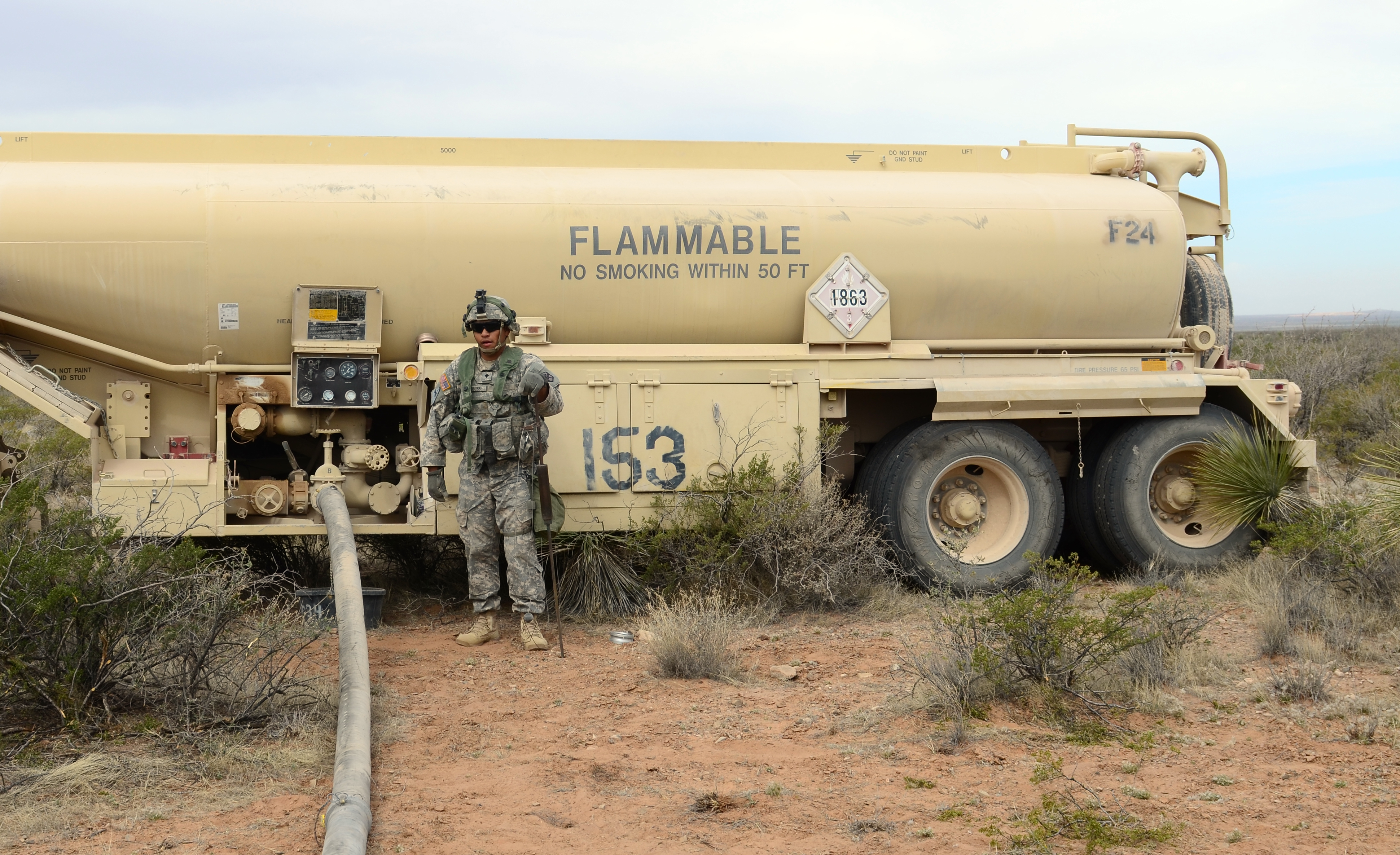
Арнальдо Роблес, специалист 504-й квартирмейстерской роты 142-го батальона поддержки боевого обеспечения 1-й бронетанковой дивизии, готовится заправить военную технику во время проведения «Дозаправки в движении» во время учений Iron Focus на полигоне Форт-Блисс 30 марта, 2015.

Все подразделения были заправлены к 2:06 ночи, и в течение оставшейся части ночи не было никаких существенных контактов с противником. Дивизия продолжила наступление в 6:30 утра 1-й бригадой, перешедшей фазовую линию «Луизиана» и установившей первоначальный контакт с частями 26-й иракской пехотной дивизии, как и ожидалось. Самая восточная батальонная оперативная группа бригады — оперативная группа 4-7 Infantry, была заменена 3-й бригадой, поскольку остальная часть Призрачной 1-й бригады (Phantom Brigade) переместилась на запад, чтобы обойти карман и продолжить атаку на север перед 2-й бригадой. В 7:37 утра скоординированная линия огня (CFL) переместилась на фазовую линию «Грейп» (Grape). 3-я бригада с ходу уничтожила один танк Т-62, восемь бронетранспортеров и три артиллерийских орудия.
Дивизия пересекла фазовую линию «Мелон» (Melon) в 8:15 утра, когда 1-я бригада, возглавляемая 1-1 Cavalry, вступила в контакт с частями 26-й дивизии между фазовыми линиями «Колорадо» и «Аризона». После того, как 2-й дивизион 41-го артиллерийского полка начал непрямой огонь по иракцам, механизированная пехота оперативной группы 1-7 Infantry использовала громкоговорители для психологической атаки. 1-1 Cavalry продолжил движение, сообщив о своём пересечении ФЛ «Канзас» в 8:38. Чтобы облегчить координацию управления огнём, 7-й корпус переместил скоординированную линию огня (CFL) дважды в течение следующего часа в ФЛ «Арканзас» (8:42), затем ФЛ «Аризона» (9:30). В 10:32 утра 3-я бртд сообщила, что её передовые подразделения пересекают ФЛ «Мелон». После того, как скоординированная линия огня CFL была снова перемещена в ФЛ «Пеар» (Pear), артиллерия дивизии начала огонь РСЗО против вражеской РСЗО в секторе 3-й бронетанковой дивизии. В 1:22 вечера 2-я бригада пересекла ФЛ «Арканзас». Уничтожив восемь БТР, четыре артиллерийских орудия, несколько грузовиков и захватив 272 БМП, 1-я бригада сообщила о том, что её цель достигнута в 2:48. В 3:08 вечера CFL был снова перемещена на фазовую линию «Нью-Мексико», а линию координации огневой поддержки — на ФЛ «Оранж».
В то время как происходили наземные действия, 4-я (вертолётная) бригада провела днём глубокие атаки силами AH-64 Apache против Аль-Бусайи (позиция атаки Python и Objective Collins), ожидаемого места следующего поля боя дивизии. Погода быстро ухудшилась, к вечеру начались сильные грозы. Поскольку Аль-Бусайя считалась местом расположения штаба 26-й дивизии и была известным центром материально-технического обеспечения, командир дивизии решил провести преднамеренную атаку на следующее утро в 6:30, предшествовавшую интенсивной артиллерийской подготовке. В темноте 1-я бригада держала ФЛ Северная Каролина на востоке, 2-я бригада держала ФЛ Северная Каролина на западе, 3-я бригада консолидировалась вдоль ФЛ Южная Каролина, и 1-1 Cav расширил свой экран на север от ФЛ Смэш до ФЛ Нью-Мексико. С поступлением новых донесений из корпуса, свидетельствующих о том, что иракское сопротивление быстро ослабевает в секторах 18-го воздушно-десантного корпуса и морской пехоты, дивизия воспользовалась этой второй тактической паузой, чтобы завершить планы прорыва через Аль-Бусайю и использовать свой ранний успех. Командующий генерал решил выполнить стремительный разворот на восток, чтобы продолжить наступление с целью уничтожения элементов элитных сил Республиканской гвардии. В первый же день значительного контакта с противником дивизия уничтожила пять танков (Т-62 и Т-55), 25 БТР, девять артиллерийских орудий, 48 грузовиков, 14 зенитных артиллерийских систем (ПВО) и захватила 314 пленных.

#### 26 февраля 1991 года
В течение всей ночи непрерывный артиллерийский огонь вёлся по Эль-Бусайе, достигая кульминации в массированном комбинированном заградительном огне 155-мм и РСЗО в 6:15 утра. за подготовкой немедленно последовала скоординированная атака, в ходе которой 1-я бригада атаковала на юге, 2-я бригада на севере и 3-я бригада после 1-й бригады, подготовленная к использованию успеха путём передачи призрачной бригады на юго-восток и продолжения атаки в зоне. 1-1 Cavalry снова расширил свою линию экрана, чтобы облегчить будущие операции.
1-я и 2-я бригады имели значительный контакт с частями иракской 26-й дивизии в Эль-Бусайе и вокруг неё, но быстро преодолели сопротивление иракцев и продолжили наступление на север и восток до фазовой линии «Техас» со 2-й бригадой на севере и 1-й бригадой на юге. 3-я бригада следовала за 1-й как резерв дивизии.
2-я бригада оставила оперативную группу 6-го батальона 6-го пехотного полка (TF 6-6 Infantry) и роту А, 16-й инженерный батальон, чтобы зачистить район Эль-Бусайя, обнаружив при этом большие запасы топлива, воды и боеприпасов. TF 6-6 разрушил город и лесные участки огнём 155-мм артиллерии и огнём 165-мм основного орудия из боевой инженерной машины (CEV), которой командовал инженер сержант Дэррил Бридлав из 16-го иб. Были уничтожены пять вражеских танков, многочисленные колёсные машины управления и поддержки, бункеры и склады оружия. В преддверии будущих операций на втором дне наступления была обновлена боевая задача в виде иракской бронетанковой дивизии Республиканской гвардии «Медина», расположенной далеко к востоку от цели «Бонн».
Дивизия завершила бо́льшую часть действий вокруг Эль-Бусайи к полудню, когда 75-я артиллерийская бригада (имеющая на вооружении 227-мм РСЗО, тактический ракетный комплекс ATACMS, артиллерию 203 и 155 мм) усилила артиллерию наступающих сил. В 16:24 штурмовики A-10 Thunderbolt ВВС США заметили 17 вражеских танков в районе ФЛ Мандарин, запланированных для следующего этапа операции — атаки по уничтожению сил Республиканской гвардии. А-10 уничтожили три танка и более атаковали близкую воздушную поддержку, в то время как дивизия продвигалась вперед. К шести часам вечера, когда дивизия пересекла ФЛ Мандарин, она завершила широкий разворот, переориентировав свою атаку на 90 градусов менее чем за шесть часов. Дивизия сместила свой атакующий строй на три бригады в ряд: 2-ю на севере, 1-ю в центре и 3-ю на юге, чтобы максимизировать огневую мощь и ударный эффект против Республиканской гвардии.
При пересечении фазовую линию (ФЛ) Танжерин воздушные разведчики доложили о наличии частей механизированной дивизии «Тавакална» РГИ и 52-й механизированной дивизии на востоке. 1-1 Cavalry установил контакт с двумя дивизиями в окрестностях фазовой линии «Поланд», где разведчики подразделения идентифицировали 52 танка. Воздушные разведчики и ударные вертолёты AH-1 Cobra оставались на посту, в то время как авиаудары и артиллерийские обстрелы уничтожили 30 танков противника. 3-я бригада атаковала на юге, чтобы уничтожить ещё 22 танка и множество других бронированных и колесных машин поддержки. Ночная атака продолжалась, и ведущие бригады доложили о своём прибытии на ФЛ «Ливия» в 10:10.
Опять же, как и в случае с боем в Эль-Бусайе, AH-64 из 4-й авиабригады атаковали более глубокие цели в районе цели «Бонн», который, как было подтверждено, является местом расположения дивизии «Медина», а также местом расположения многочисленных объектов материально-технического снабжения. В северной части сектора дивизии близ ФЛ «Испания» артиллерия провела обстрелы из РСЗО по позициям моторизованной дивизии Республиканской гвардии «Аднан». Удары эффективно подавили сопротивление со стороны «Аднана», в то время как сообщения пилотов указывали на сильное присутствие противника в районе цели «Бонн». К полуночи 26 февраля дивизия уничтожила ещё 112 танков, 82 БТР, две артиллерийские установки, 94 грузовика, две системы ПВО и захватила ещё 545 военнопленных.

#### 27 февраля 1991 года

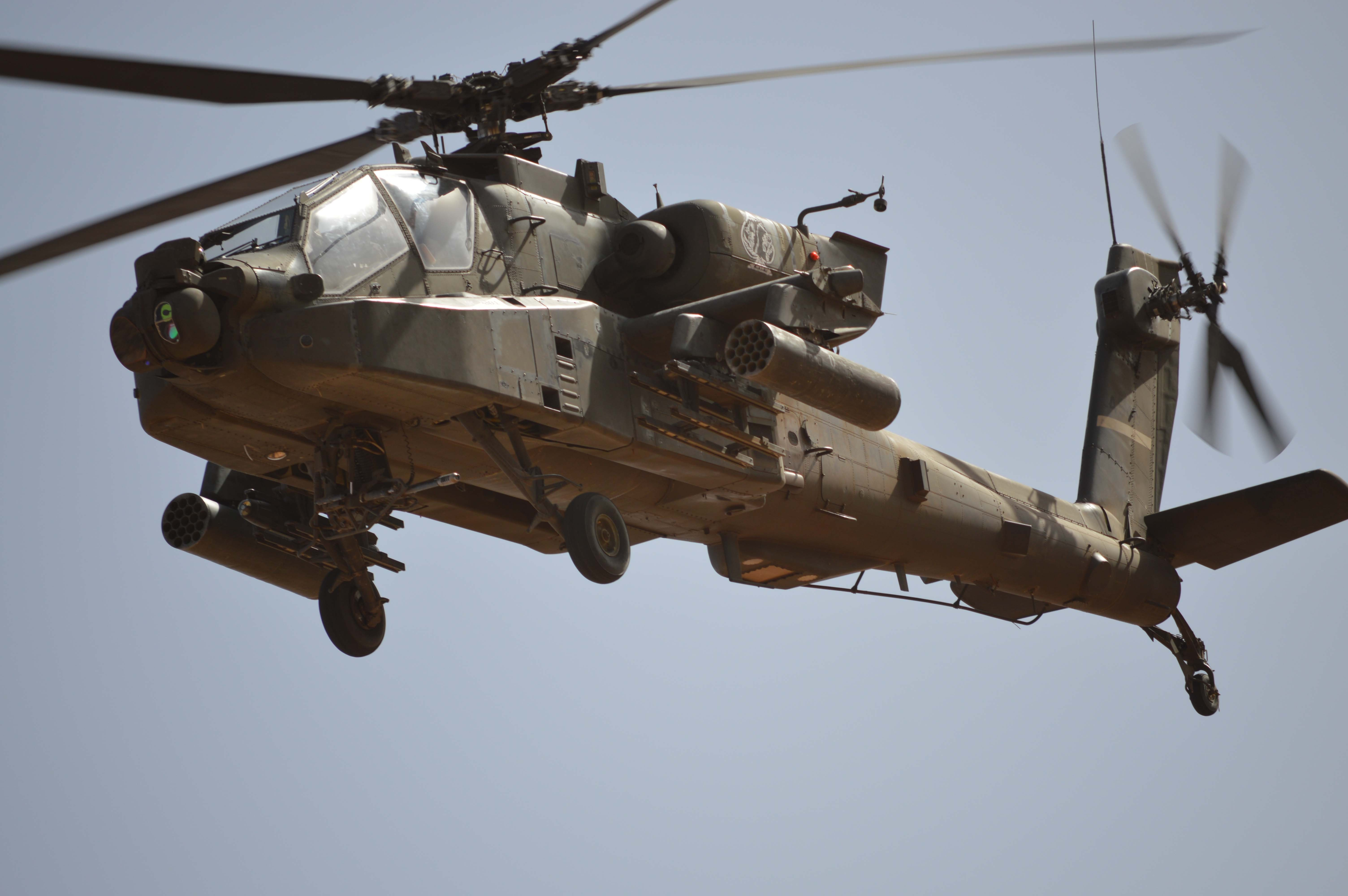
AH-64D Apache бригады АА 1-й бртд занимается поддержкой 1-го батальон 6-го пехотного полкаа 2-й бригады 1-й бртд на учениях в Форт-Блисс. 2 мая 2013.

Ночные бои продолжались до раннего утра с наиболее значительным контактом в секторе 3-й бригады против северной бригады Тавакалны. Через границу дивизии 3-я бронетанковая дивизия вступила в бой с южной бригадой Тавакалны. В разгар боёв на этом участке четыре танка М1А1 3-й бригады были подбиты огнём прямой наводки. Все четыре экипажа получили лёгкие травмы. В 3:10 утра. 1-1 Cavalry попал под иракский артиллерийский огонь, снова без смертельных случаев и при удивительно лёгких ранениях 22 солдат, только три из которых нуждались в срочной медпомощи. Также ночью на аэродроме Умм-Хаджул близ Эль-Бусайи был убит солдат-инженер из роты с 54-го инженерного батальона.
В 4:40 утра 1-1 Cavalry уничтожил семь БМП К западу от ФЛ «Испания». Позже, в 6:18 7-й армейский корпус доложил, что дивизии республиканской гвардии «Медина» и «Хаммурапи» всё ещё находятся на месте дальше на восток. Из-за быстрого темпа операций в течение предшествующих 36 часов, к первому свету все бригады испытывали серьёзную нехватку топлива, особенно в танках и вертолётах. Дивизия провела большую часть 27 февраля, собирая все имеющиеся запасы топлива, включая аварийный вывоз топлива из состава корпуса и 3-й бронетанковой дивизии. Одним из основных участников этих усилий был специалист Крист Р. Джонсон, командир экипажа из 2-1 Aviation, который отважился на проход через подозрительное вражеское минное поле и район, заваленный неразорвавшимися боеприпасами, чтобы привести колонну бензовозов к апачам.
Атака снова была остановлена в районе ФЛ Испания, поскольку 2-я бригада получила входящий артиллерийский огонь с севера границы дивизии. Артиллерийская разведка назначила в качестве целей для ATACMS два иракских батальона противоракетной обороны и один артиллерийский дивизион пушечной артиллерии. 18-й воздушно-десантный корпус вывел подразделения 3-го бронекавалерийского полка из предполагаемого района цели, а 7-й корпус вывел 1-ю бронетанковую дивизию (6-й дивизион 27-го артиллерийского полка) для уничтожения цели. К 8:10 утра 1-я и 2-я бригады начали уничтожать части иракской дивизии «Медина» вдоль ФЛ «Лайм», а 3-я бригада вступила в бой около 8:35. Иракские войска в этом сражении оказались в многократном численном меньшинстве, на одного иракского солдата приходилось более 3 солдат коалиции. В 9:50 радары артиллерийской разведки обнаружили огневые точки иракцев, обстреливавшие 2-ю бригаду. Во время нескольких интенсивных контратак батарея A 94-го артполка (РСЗО) быстро подавила огонь противника, позволив 2-й бригаде продолжить атаку. Когда пленные противника начали массово сдаваться на участке дивизии в 10:00 утра, 4-я бригада послала АН-64 на разведку боем, уничтожив ряд отходящих бронемашин в районе фазовой линии (ФЛ) Монако.
К полудню 2-я бригада полностью вступила в бой со 2-й бригадой Медины и менее чем за один час уничтожила 61 иракский танк Т-72/Т-55, 34 БТР и пять зенитных комплексов Стрела-10. Остаток дня дивизия провела, детально уничтожая ВВТ Медины, и остановилась к востоку от ФЛ Италия. В 5 часов вечера корпус передал дивизии информацию о том, что на всём театре военных действий осуществляется прекращение огня. Дивизии было срочно поручено продолжать наступление как можно скорее с пределом наступления, обозначенным как ФЛ Бразилия, и пределом дальности огня по ФЛ Киви. Поскольку в районе Бонна всё ещё оставались значительные части дивизии «Медина», генерал Гриффит намеревался продолжить наступление в начале февраля. 28 числа заявив, что он хотел, чтобы сопутствующая артиллерийская подготовка «была самой удивительной артиллерийской подготовкой, известной человеку».
Американская оценка боевого урона нанесённой 1-й бронетанковой дивизией за 27 февраля, ставшим самым тяжёлым днём войны, составила 186 или 93 танка противника, 127 или 73 БТР (в том числе иракская техника производства США), 38 артиллерийских орудий, пять систем ПВО, 118 грузовиков уничтожено и 839 пленных захвачено. Дивизия потеряла как минимум 4 танка, 2 БМП, 1 солдата, разведчика из 4-го батальона 66-го бронетанкового полка, убитого в ходе дневных боёв, ещё не менее 30 американских солдат получили ранения.

#### 28 февраля 1991 года

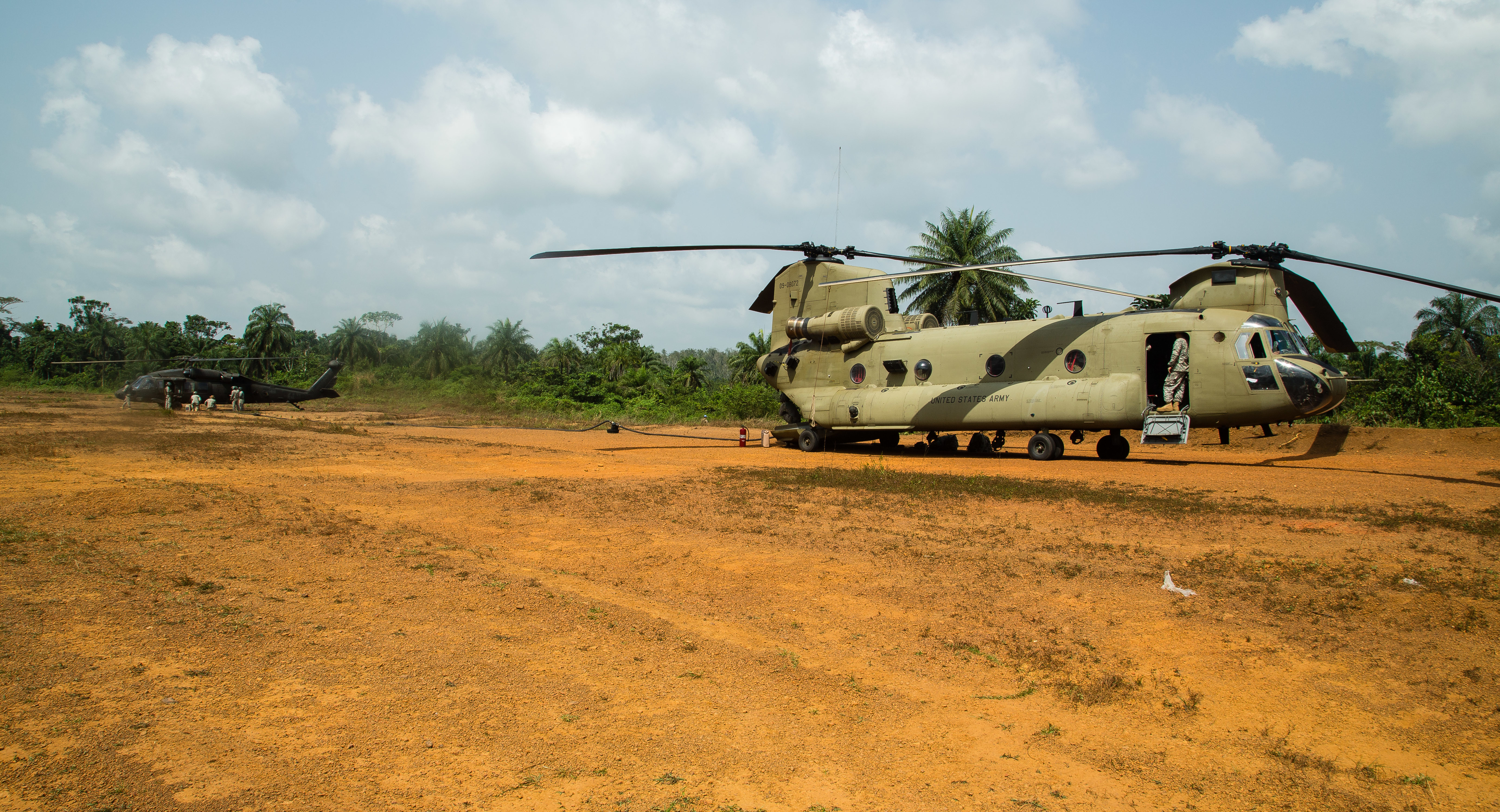
Солдаты 2-го батальона 504-го авиационного полка бригады АА 1-й бртд, Оперативной группы Iron Knights из Форт-Блисс заправляют UH-60 Black Hawk из своего CH-47 Chinook в рамках операции United Assistance по сдерживанию вспышки вируса Эбола, 21 декабря 2014 г., Таппита, Либерия.

В 5:30 утра 45-минутный подготовительный заградительный огонь артиллерии начался с ударов 155-мм САУ М109, 203-мм САУ M110 и РСЗО M270, которые продолжались до 6:15. За этим немедленно последовала серия авиаударов с вертолётов AH-64, которые были завершены незадолго до 7 часов утра, наземные манёвренные бригады атаковали в ряд и пересекли ФЛ Италия в 7:05. Бригады вступили в контакт с остатками дивизии «Медина» и других иракских дивизий, бежавших на северо-восток в направлении Аль-Башры. Общекорпусное прекращение огня было объявлено примерно в 6:45, когда командир батареи РСЗО, расположенной в секторе 3-й бронетанковой дивизии, сделал экстренный вызов, когда он подумал, что его подразделение находится под дружественным огнём. Примерно через 20 минут командир корпуса приказал продолжить атаку после того, как ситуация будет урегулирована. Задержка помешала дивизии продвинуться от ФЛ Монако дальше на восток, однако когда в 8 часов утра вступило в силу перемирие, она выполнила свою задачу, уничтожив две бригады Медины.
1-я бронетанковая дивизия консолидировалась вдоль ФЛ Италия, в нескольких милях от ирако-кувейтской границы, и подготовила поспешную оборону со 2-й бригадой на севере, 1-й бригадой в центре, 3-й бригадой и 1-1 кавалерийским эскадроном в тылу ФЛ Италия. Правила ведения боевых действий военного времени оставались в силе, но уровень химической защиты дивизии (MOPP) был понижен до 0.
В ходе кратких боев 28 февраля дивизия уничтожила ещё 41 иракский танк, 60 БТР, 15 артиллерийских орудий, 244 грузовика, 11 систем ПВО и захватила дополнительно 281 военнопленного. В течение нескольких часов после прекращения огня неразорвавшиеся боеприпасы в секторе наступления дивизии унесли жизнь третьего солдата, инженера из 19-го инженерного батальона (19th Engineers).

#### Итоги
В течение 89 часов непрерывных наступательных боев и операций по зачистке местности в первые несколько дней после прекращения огня 1-я бронетанковая дивизия уничтожила 418 танков противника, 447 бронетранспортёров, 116 артиллерийских орудий, 1211 грузовиков и 110 систем ПВО. Дивизия продвигалась в тыл противника глубже и быстрее, чем любая другая дивизия на кувейтском театре военных действий. Двигаясь на 259 километров вглубь позиций противника, дивизия уничтожила 1-ю бригаду 26-й иракской пехотной дивизии, а также две бригады элитной бронетанковой дивизии Республиканской гвардии «Медина», одну бригаду элитной механизированной дивизии Республиканской гвардии «Тавакална», две бригады 52-й бронетанковой дивизии, несколько батальонов 17-й бронетанковой дивизии и части 10 других дивизий иракской армии.
Дивизия, ответственная за уничтожение главной базы 26-й пехотной дивизии, восьми других объектов материально-технического обеспечения на уровне театра военных действий и четырёх баз снабжения дивизии «Медина», а также захват 2234 иракских военнопленных из дивизий Республиканской гвардии Медина, Тавакална, Аднан и Хаммурапи; 7-й, 20-й, 25-й, 26-й, 27-й, 28-й, 30-й, 31-й и 48-й иракских пехотных дивизий; и 10-й, 12-й, 17-й и 52-й бронетанковых дивизий. Собственные боевые потери дивизии были незначительными: 1 танк M1A1 Abrams был уничтожен, а три других повреждены и отремонтированы, две боевые разведывательные машины M3A2 Bradley повреждены, один бронетранспортёр M113A2 уничтожен, два ударных вертолёта AH-64 Apache повреждены, один бензовоз HEMTT повреждён, четыре многоцелевых колесных автомобиля высокой проходимости (HMMWV) уничтожены и один грузовой автомобиль уничтожен. Дивизия потеряла двух солдат убитыми в бою, двое убитых после боя и 52 ранены в ходе боёв.
1-я бронетанковая дивизия вернулась в Германию 8 мая 1991 года, где её посетил вице-президент Дэн Куэйл.

#### Оценка боевого урона
- 25 февраля: 2 танка, 25 БТР, 9 артиллерийских орудий, 14 систем ПВО, 48 грузовых автомобилей, 314 военнопленных;
- 26 февраля: 112 танков, 82 БТР, 2 артиллерийских орудия, 2 систем ПВО, 94 грузовика, 545 военнопленных;
- 27 февраля: 186 танков, 127 БТР, 66 артиллерийских орудий, 5 систем ПВО, 118 грузовых автомобилей, 839 военнопленных;
- 28 февраля: 41 танк, 60 БТР, 15 артиллерийских орудий, 11 систем ПВО, 244 грузовых автомобиля, 281 военнопленный;
- 1—12 марта: 99 танков, 191 БТР, 98 артиллерийских орудий, 105 систем ПВО, 879 грузовых автомобилей, 4707 военнопленных;
- Всего: 440 танков, 485 БТР, 190 артиллерийских орудий, 137 систем ПВО, 1383 грузовика, 6686 военнопленных[12].

Четыре солдата дивизии погибли и 52 были ранены во время Войны в Персидском заливе:232.

### Иракская война

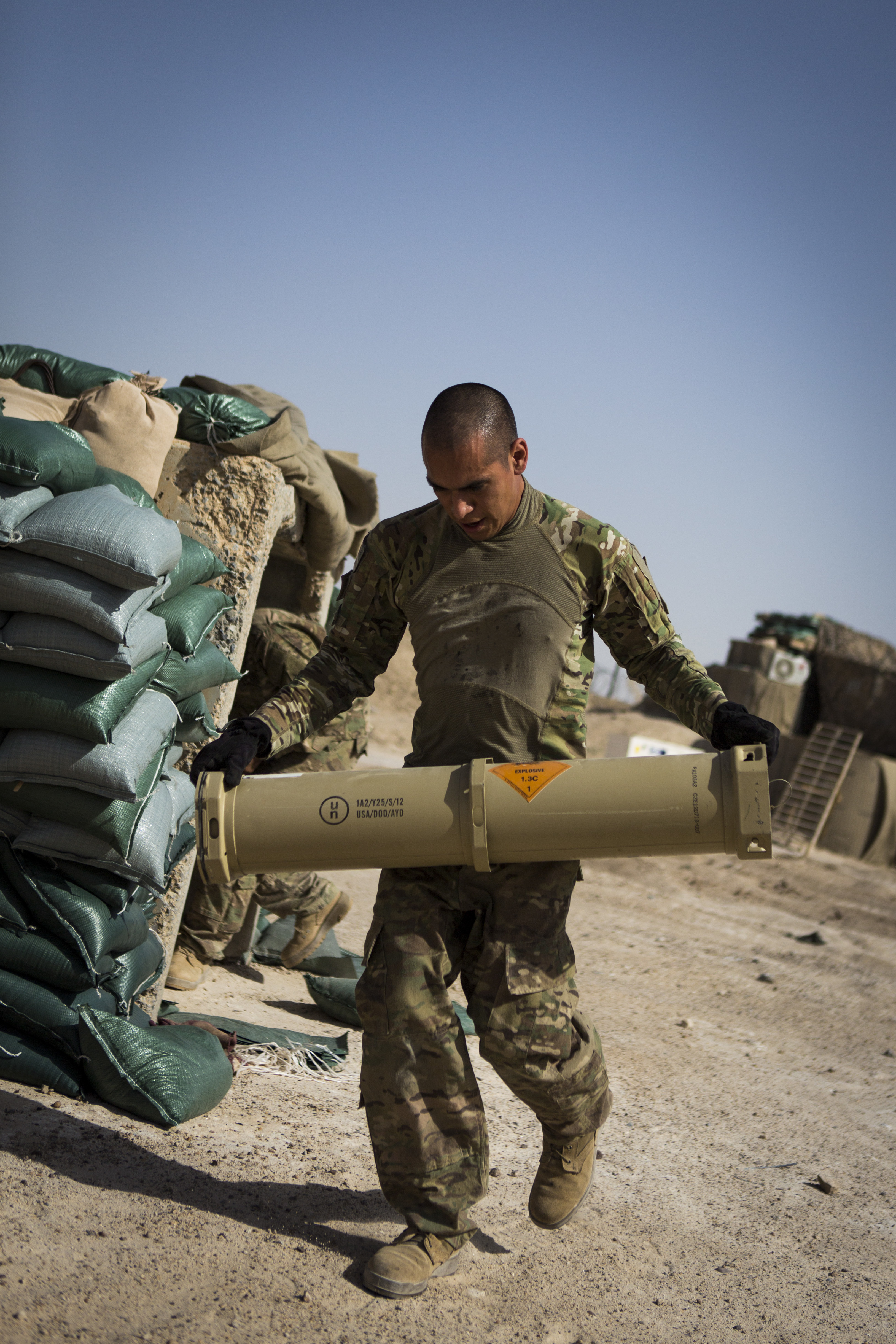
Сержант Кевин Гарсия 4-го дивизиона 1-го артиллерийского полка 3-й бригады из состава оперативной группы Аль-Такаддум, проводит пополнение запасов снарядов для САУ M109A6 Paladin после огневой операции на авиабазе Аль-Такаддум, Ирак, июнь 27, 2016. Удары наносились в ходе операции «Непоколебимая решимость».

За несколько месяцев до вторжения в Ирак в марте 2003 года в поддержку операции «Иракская свобода» были развёрнуты два батальона 3-й бригады 1-й бронетанковой дивизии. Оперативные группы 2-70 Armor и 1-41 Infantry дополняли 2-ю бригаду 82-й воздушно-десантной дивизии, 3-ю пехотную дивизию и 101-ю воздушно-десантную дивизию на протяжении всей кампании по свержению иракского диктатора Саддама Хусейна. Эти подразделения возглавили наступление ВС США в Самаве и Кербеле, а затем заняли южную часть Багдада. 1-й батальон 13-го бронетанкового полка присоединился к кампании к концу марта 2003 года.
В мае 2003 года дивизия развернулась в Ираке и взяла на себя ответственность за Багдад под командованием генерал-майора Рикардо Санчеса, сменив 3-ю пехотную дивизию. 1-я бригада под командованием полковника Питера Мансура взяла на себя ответственность за районы Русафа и Адхамия в центре Багдада. дивизия должна была вернуться в Германию в ноябре 2003 года, но её командировка была продлена ещё на 3 месяца, чтобы противостоять шиитскому ополчению под названием «Армия Махди», возглавляемому Муктадой Ас-Садром. Ближе к концу этого периода командировка была продлена ещё на три месяца, прежде чем её можно было вывести из Ирака. В течение первых трёх месяцев развёртывания оперативная группа 1-37 Armor сражалась с силами ас-Садра в Кербеле, в то время как оперативная группа 2-37 Armor («Герцоги») вместе с частями 2-3 Field Artillery («Пушкари») сражалась в Дивании, Мадинат-эс-Садре, Эль-Куте и Наджафе. Оперативная группа 1-36 Infantry («Спартанцы») стала оперативным резервом CJTF-7 и проводила операции по всему театру военных действий в поддержку 1-й кавалерийской дивизии. Войска 2-й бригады сражались в Эль-Куте. За время своего 15-месячного развёртывания дивизия потеряла 133 солдата.

#### Развёртывание 3-й бригады: 2003—04, 2005
В начале 2003 года примерно 1300 военнослужащих 3-й бригады 1-й бронетанковой дивизии получили приказ о развёртывании в Ираке. Кроме того, ещё 400 резервистов получили приказ мобилизоваться через Форт-Райли для развёртывания вместе с бригадой. 3-я бригада в то время дислоцировалась в Форт-Райли, будучи сформированной там 16 февраля 1996 года. Бригада была развёрнута с 20 февраля 2003 года по 15 апреля 2004 года.
Под командованием полковника Расса Голда бригада участвовала как в наземной войне, так и в непосредственной борьбе с растущим мятежом. В сентябре 2003 года бригада участвовала в операции «Бульдог-мухоловка» (Bulldog Flytrap), в ходе которой бригада захватила повстанцев, которых они называли безумными миномётчиками из района Абу-Грейб. Они убили семерых повстанцев, которые были ответственны за самодельные взрывные устройства (СВУ) и придорожные бомбы. В операции участвовали вертолёты.
В ходе операции «Бульдог-мамонт» (Bulldog Mammoth) бригада захватила 58 террористов и иностранных боевиков и изъяла сотни единиц оружия в районе тюрьмы Абу-Грейб.
В ноябре 2003 года бригада выполнила операцию «Лечение рака» (Cancer Cure). После того, как лейтенант из подразделения был убит в перестрелке, бригада возложила ответственность на суннитскую экстремистскую группировку. Повстанцы использовали мечети в качестве мест встреч, поскольку американским войскам не разрешалось входить в святые места. Собрав несколько источников разведданных, бригада получила разрешение от местных жителей войти в мечеть после молебна. 10 ноября 2003 года бригада провела рейды в Багдаде и его окрестностях и задержала 18 человек, подозреваемых в участии в ракетном обстреле гостиницы «Аль-Рашид» 26 октября, в результате которого был убит один армейский офицер и ранено 16 военнослужащих. Бригада также захватила 19 членов чёрного списка, более известного как «Колода карт». Бригада была удостоена награды «За доблесть» за свои действия во время командировки.
Всего через девять месяцев пребывания на родине 3-я бригада вновь была развёрнута на иракском театре военных действий в феврале 2005 года для проведения операции «Иракская свобода III» (Iraqi Freedom III) из Форт-Райли (штат Канзас). Бригада провела развёртывание в качестве приданного подразделения 3-й пехотной дивизии (механизированной), действующей в Таджи, к северу от Багдада.

#### 2-я бригада в Ираке и Кувейте: 2005—06
2-я Железная бригада под командованием полковника Роберта Скурлока-младшего, развёрнутая в начале ноября 2005 года из Баумхольдера (Германия), для операции «Иракская свобода 2005—07». Железная бригада была первой тяжёлой бригадой, которая служила в качестве резерва центрального командования, расположенного в Кувейте, готовая к действию в любой точке Ирака. Бригада состояла из семи батальонов: 1-й батальон и 2-й батальоны 6-го пехотного полка; 4-й дивизион 27-го артиллерийского полка; 1-й дивизион 94-го артиллерийского полка; 1-й батальон 35-го бронетанкового полка; 40-й инженерный батальон; 47-й передовой батальон обеспечения — всего около 3500 военнослужащих.
Бригада проходила подготовку в лагере Бюринг, Кувейт. В то время как там, солдаты организовали первый экспертный значок пехотинца и экспертный полевой медицинский значок обучения в боевой обстановке. Чтобы оставаться опытным формированием во всех системах вооружения, Железная бригада построила полностью функциональный многоцелевой комплекс, который позволил подразделениям проводить полные квалификационные стрельбы, как с танков Abrams, так и с боевых машин Bradley.
12 марта 2006 года оперативная группа 2-го батальона 6-го пехотного полка (2-6 Infantry) соединилась с 4-й пехотной бригадой в Багдаде. К маю остальная часть бригады была на позициях в Ираке с 2-6 Infantry в южном Багдаде и ротой B 2-6 Infantry (приданного 1-му экспедиционному соединению морской пехоты (1 ЭСМП)), 1-6 Infantry, 1-35 Armor, 2-м взводом 501-й роты военной полиции и тыловиками из 47-го передового батальона поддержки в Рамади, приданным 1-й бригаде 1-й бронетанковой дивизии США. В Рамади те солдаты, которые участвовали в развёртывании 2003—04 годов, обнаружили, что это была совсем другая война. В течение первого месяца после прибытия было обнаружено более 100 самодельных взрывных устройств, поскольку придорожные бомбы стали главным инструментом борьбы повстанцев.
В конце июля по приказу Многонациональной дивизии — Багдад (Multi-National Division-Baghdad) штаб бригады переехал в западный Багдад, чтобы начать совместную операцию «Вместе вперёд» (Operation Together Forward). Железная бригада получила управление несколькими подразделениями, включая 1-й батальон 22-го пехотного полка; 8-й эскадрон 10-го кавалерийского полка (оба из 4-й пехотной дивизии) и 1-23 Infantry из 3-й механизированной бригады «Страйкер» 2-й пехотной дивизии). В ходе операции бригада вошла в районы, где уровень насилия был намного выше, чем где-либо ещё в Багдаде. Оперативная группа 2-6 Infantry была назначена в районы Амария, Газалия и Шула с задачей изолировать и ликвидировать насилие вместе с иракской армией. ОГ 2-6 Infantry была также назначена район Абу-Грейб и передан центр интернирования Абу-Грейб Министерству юстиции.
Главным отличием в этом развёртывании было взаимодействие и сотрудничество со стороны населения. Все больше иракских гражданских лиц были готовы оказать помощь, а также было увеличено присутствие местной иракской полиции и военных операций. Цель состояла в том, чтобы перекрыть поток оружия и повстанцев, прибывающих из Рамади и Фаллуджи. В результате усилий ОГ 2-6 Infantry были убиты или захвачены сотни иракских повстанцев и иностранных боевиков, изъяты тайники с оружием, ликвидированы преступники и террористы. Бригада проводила операции по обезвреживанию самодельных взрывных устройств, разведку маршрутов, гражданские и военные операции.
2-я бригада вернулась в Баумхольдер в ноябре 2006 года, потеряв 28 солдат, погибших в Рамади и районе Аль-Рашид на юге Багдада.

#### 1-я бригада в Рамади: 2006—07

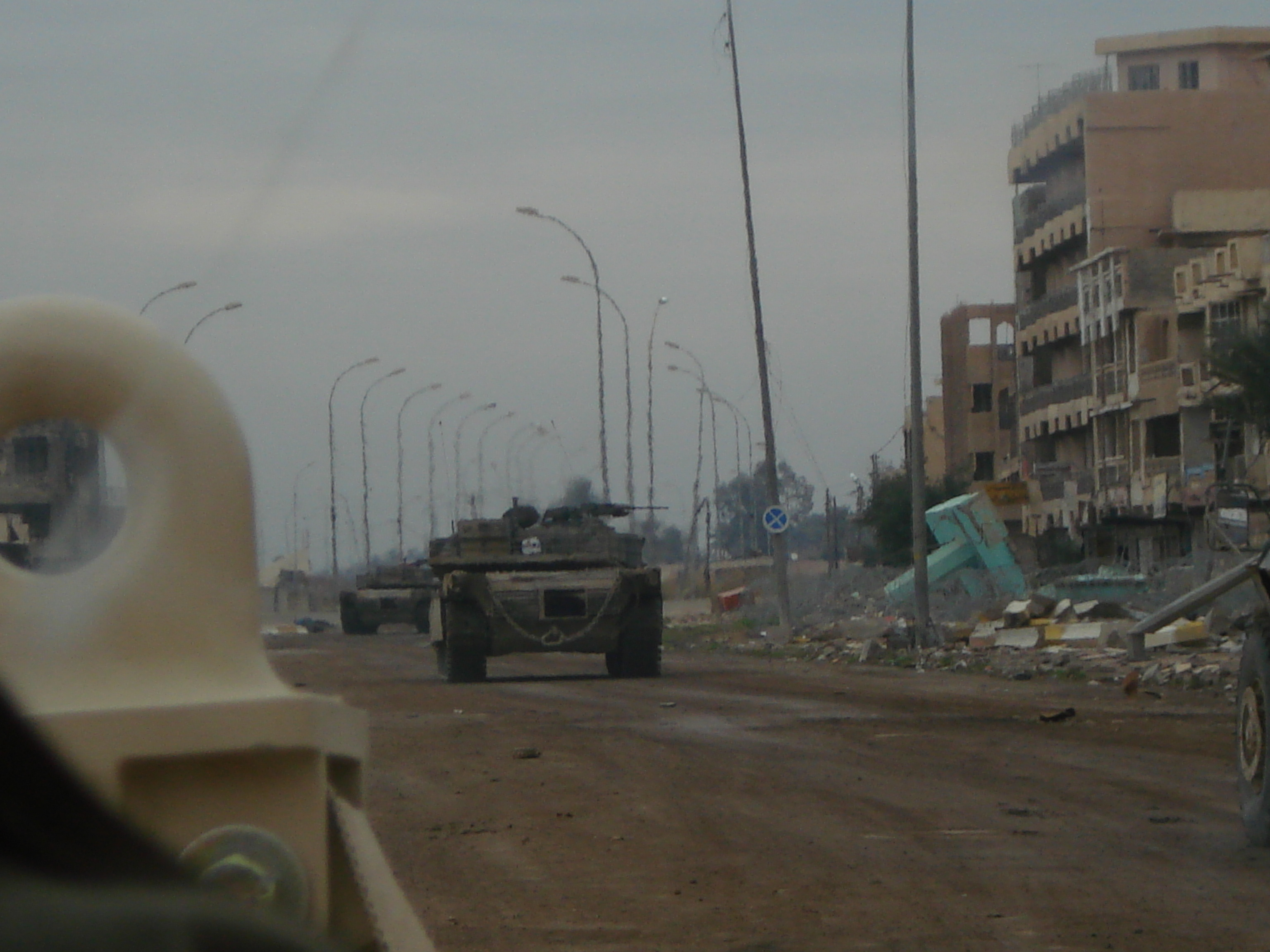
Танк М1 Абрамс 1-й бригады в Рамади.

1-я бригада «Первая готовность» дивизии под командованием полковника Шона Б. Макфарланда была вновь развёрнута в Ираке в январе 2006 года после нескольких месяцев интенсивной подготовки в Графенвёре и Хоэнфельсе (Германия). Многие из солдат, которые сражались в составе таких подразделений, как 1-36 Infantry («Спартанцы»), 2-37 Armor («Железные герцоги») и 1-37 Armor («Бандиты») во время вторжения в Ирак, вернулись для второго тура. Большая часть 1-й бригады была первоначально развёрнута в северном Ираке в провинции Найнава, сосредоточившись в городе Таль-Афар. В мае 2006 года основные силы 1-й бригады получили приказ двигаться на юг к городу Рамади в провинции Аль-Анбар.
С 2003 года Аль-Анбар служил базой операций суннитского повстанческого движения и Аль-Каиды. Когда бригада прибыла в столицу мухафазы — Рамади, то там не было ни представителей официального багдадского правительства, ни полиции. Большинство военных стратегов внутри и за пределами администрации Буша считали, что война в Анбаре уже закончилась неудачно. Аль-Каида в Ираке (АКИ) публично объявила Рамади столицей своего нового халифата, один только город был местом, где в среднем совершалось более двадцати нападений в день, провинция была статистически самым опасным местом в стране и повстанцы пользовались свободой действий на бо́льшей части территории провинции.
Когда 1-я бригада прибыла в Рамади в июне 2006 года с более чем 70 танками M1 Abrams и 84 боевыми машинами Bradley, многие местные жители считали, что бригада готовилась к блочному штурму города в стиле Фаллуджи, поэтому многие повстанцы покинули город. Следуя стратегии полковника Х. Р. Макмастера «очистить, удержать, построить», бригада разработала план изоляции мятежников, отказа им в убежище и создания иракских сил безопасности.
1-1 Cavalry переехал в некоторые опасные районы Рамади и, начиная с июля 2006 года, построил четыре из того, что в конечном итоге станет восемнадцатью боевыми аванпостами. Солдаты взяли территорию под контроль и нанесли повстанцам многочисленные потери. 24 июля алькаидовцы предприняли контратаку, начав 24 штурма американских позиций, в каждом из которых участвовало около 100 боевиков. Несмотря на сообщение о присутствии лидера АКИ Абу Айюба Аль-Масри, повстанцы потерпели неудачу во всех своих атаках и потеряли около 30 человек.
Одновременно с боевыми действиями бригада занималась расчисткой, удержанием, построением защитных позиций. Подполковник Тони Дин, командир оперативной группы 1-35 танкобата, подошёл к шейху Абдулу Саттару Безиа Аль-Ришави из племени Абу-Риша в попытке завербовать его соплеменников в иракскую полицию. Этот шаг сработал против американских планов по развитию новой иракской демократической администрации по всему Ираку, плана, который должен был отобрать власть у шейхов.
Джим Майклс в своей книге «Шанс в аду» об операции в Аль-Анбаре писал, что у США был ошибочный взгляд на гражданское правительство, тот, который игнорировал племенной характер Ирака. «Племенная система включала в себя элементы демократии. Шейх не может быть избран, — писал Майклс, — но он и не рождён для своей работы. Шейхи, как правило, выбираются группой старейшин… На протяжении всей истории игнорирование племён [в Ираке] никогда не было умным шагом. Шейхи владели властью в течение тысяч лет и пережили бесчисленные попытки притупить своё влияние во имя идеалов современности.»:89
Чтобы облегчить работу шейха Ситтара, заместитель полковника Макфарланда подполковник Джим Лехнер и его офицер по выполнению полицейских функций майор морской пехоты Тедди Гейтс изменили место вербовки в ряды иракской полиции. Они хотели иметь более безопасное место рядом с домом Ситтара, так как это позволило бы им построить полицейский участок к северу от реки Евфрат в районе, где жили многие потенциальные рекруты. Поскольку АКИ уже убил его отца и троих братьев, Саттар оценил эту идею. Жители ответили, что были подавляющими, стоя в очереди, чтобы служить в иракской полиции на следующем рекрутинговом диске.
В августе был атакован новый полицейский участок Джазира к северу от реки, в котором работали в основном члены племени Абу Али Джассим, чей племенной шейх был убит. Повстанцы из АКИ затем спрятали тело шейха, чтобы его не нашли в течение нескольких дней, что является нарушением строгих правил ислама, которые требуют погребения в течение 24 часов.
В результате нападения на участок погибли несколько иракских полицейских, а также некоторые полисмены получили ожоги. Полковник Макфарланд предложил полицейским эвакуироваться в лагерь Блю Даймонд, американский военный лагерь за Рамади, пока они будут ремонтировать полицейский участок. Но иракцы отказались покинуть свой пост и вместо этого подняли флаг, в тот же день возобновив патрулирование.
Когда местные жители были возмущены пренебрежением алькаидовцев исламскими похоронными законами, харизматичный Саттар выступил вперед, чтобы продолжить работу с американцами. 9 сентября 2006 года он организовал племенной совет, в котором приняли участие более 50 шейхов, а также полковник Макфарланд, на котором он официально объявил «Пробуждение Анбара», с Советом пробуждения, посвящённым изгнанию АКИ из Рамади, а затем установлению верховенства закона и местного управления. Пробуждение Анбара внезапно стало настоящим движением, и Ситтар стал его лидером. Макфарланд, говоря позже о встрече, сказал: «Я сказал им, что теперь я знаю, каково это — быть в зале Независимости 4 июля 1776 года, когда была подписана Декларация независимости.» В то время как нападения оставались высокими до октября 2006 года, пробуждение, а с ним и влияние Ситтара, начали распространяться. АКИ, понимая, что теряет контроль над умами людей, 25 ноября предприняла контратаку на район племени суфия. Атака, направленная на то, чтобы терроризировать и оскорблять племя суфия, поскольку танки M1A1 1-й бригады усилили племенных защитников, ещё больше усиливали растущую связь.
К началу 2007 года Аль-Анбар был редким успехом в войне. Сочетание племенного взаимодействия и боевых аванпостов привело к поражению АКИ в Рамади и во всей провинции. Президент Буш в своей речи от 23 января 2007 года назвал Аль-Анбар местом, «где собрались террористы Аль-Каиды и местные силы начали проявлять готовность бороться с ними.»
К февралю 2007 года контакты с повстанцами сократились почти на 70 процентов по сравнению с июнем 2006 года, они стали менее сложными. К лету 2007 года боевые действия в Аль-Анбаре в основном закончились. Фредерик Каган, учёный-резидент Американского института предпринимательства, назвал Аль-Анбар «Геттисбергом этой войны, в той мере, в какой контрпартизанские действия могут иметь такие поворотные точки», написав, что «прогресс в Анбаре и во всей суннитской общине [Ирака] в значительной степени зависит от умелого баланса между военной силой и политическими усилиями на местном уровне.»
Тактика, методы и процедуры, используемые 1-й бригадой, были новаторскими в то время, но они же стали служить философской основой для всплеска сопротивления в Ираке. За девять месяцев было убито 85 солдат, матросов и морских пехотинцев, более 500 ранено.

#### Развёртывание штаба дивизии

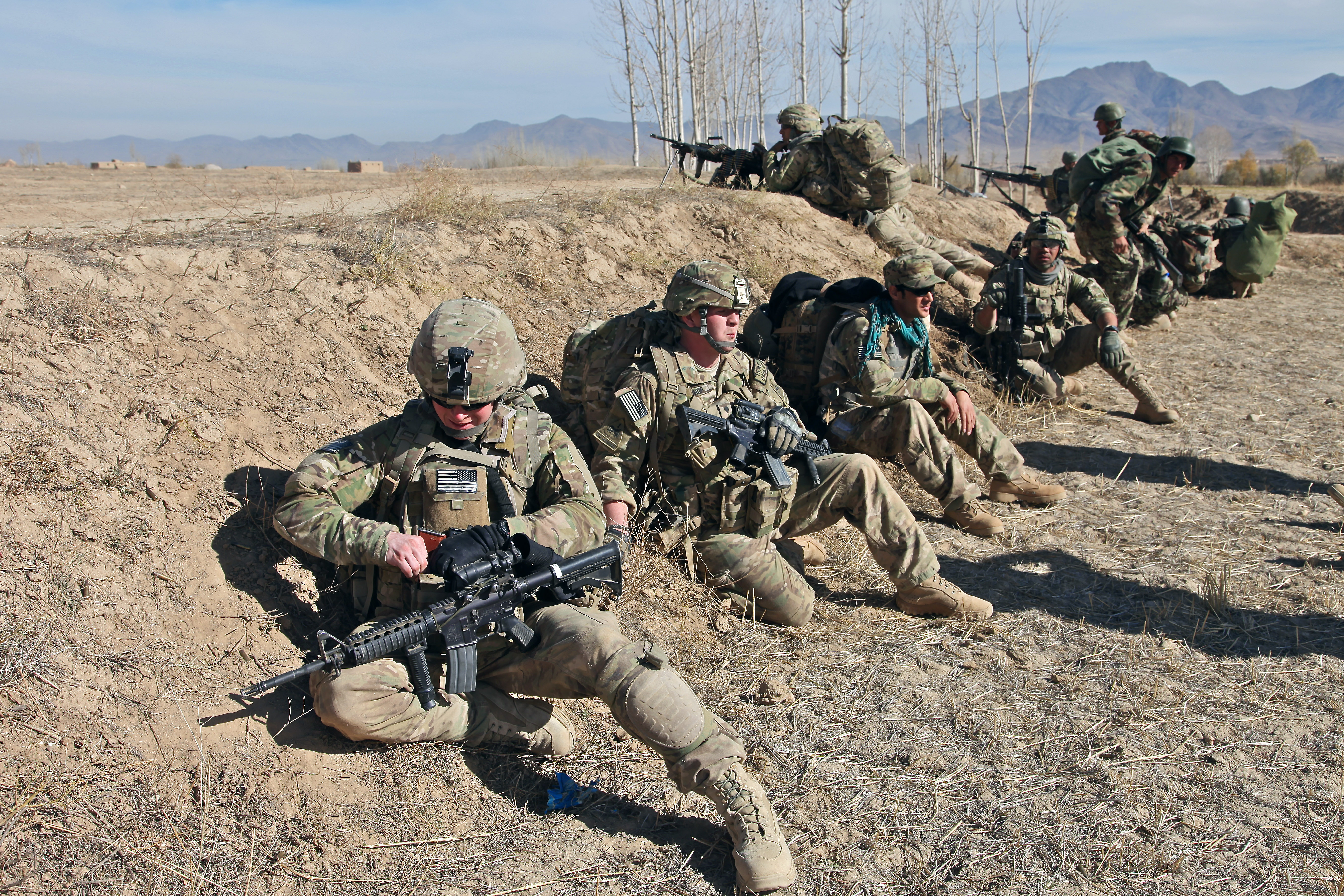
Американские и афганские солдаты укрываются за насыпью после огневого контакта с повстанцами Талибана в деревне Дондокай в районе Сайед-Абад в афганской провинции Вардак, 22 ноября 2011 г. Солдаты находились в составе 2-го батальона 5-го пехотного полка 3-й бригады 1-й бронетанковой дивизии.

В сентябре 2007 года, в разгар общенациональных дебатов о численности войск в Ираке и, в более широком смысле, о стратегии США в Ираке, штаб 1-й бронетанковой дивизии вновь был развёрнут в Ираке. Стратегия генерала Дэвида Петреуса представляла собой ведение крупных операций по борьбе с повстанцами по всей стране. «Это поворотное и историческое время для 1-й бронетанковой дивизии, для сил в Ираке и для нации», — сказал бригадный генерал Джеймс К. Бузер, заместитель командующего 1-й бртд на момент развёртывания дивизии. Дивизия начала своё развёртывание в тот же день, когда Петреус представил Конгрессу свой доклад о положении в Ираке, заключив, что «военные цели этой операции в значительной мере достигнуты».
Дивизия, которой командовал тогдашний генерал-майор Марк Хертлинг, провела операцию по оказанию помощи 25-й пехотной дивизии и приняла командование Многонациональной дивизией «Север» (Multi-National Division North) со штаб-квартирой в Тикрите 28 октября 2007 года, как раз в тот момент, когда действия полковника Макфарланда в Анбаре позволили вытеснить Аль-Каиду из Анбара. В то время на севере Ирака количество вражеских нападений составляло в среднем 1800 в месяц, иракцы мало доверяли своему центральному правительству, а уровень безработицы был высоким.
Генерал Хертлинг взял на себя ответственность за все коалиционные силы в северном Ираке. Многонациональная дивизия «Север» состояла из пяти механизированных бригад, авиационной, артиллерийской и инженерной бригад. В сферу ответственности мнд «Север» входили иракские провинции Найнава, Киркук (ранее Тамин), Салах-эд-Дин и Дияла, а также Дахук и Сулеймания. В этот район входили важнейшие города Талль-Афар, Мосул, Байджи, Тикрит, Киркук, Самарра, Балад, Баакуба, Дахук и Сулеймания. Провинция Эрбиль оставалась занятой Многонациональной дивизией «Северо-Восток». Район проводимых операций был крайне неоднороден и включал в себя этнические линии разлома между арабами и курдами, религиозные линии разлома между суннитами и шиитами, многочисленные племенные районы и сложности, связанные со значительными элементами прежнего режима. 1-я бртд немедленно применила гибкое сочетание смертоносной и нелетальной тактики борьбы с повстанцами, поскольку батальоны сотрудничали с должностными лицами Государственного департамента и провинциальными группами по восстановлению. Командиры применяли высокоточные средства, защищая иракское население и убивая повстанцев в больших количествах.
Вместо того, чтобы рассматривать каждого иракца как потенциального врага, дивизия следовала подходу полковника Макфарланда, выстраивая отношения с местными против Аль-Каиды и сводя к минимуму число врагов для американских сил. Солдатам предлагалось применять меры сдерживания, часто подвергая себя риску, чтобы избежать убийства гражданских лиц или повреждения имущества.
Стратегия сработала и за 15 месяцев командировки по северному Ираку положение улучшилось. Иракский народ обрёл уверенность в своих силах безопасности. Прогресс в регионе наступил ценой гибели 104 американских солдат, приписанных к дивизии, и 891 раненого. Дивизия передала ответственность штабу 25-й пехотной дивизии 8 декабря 2008 года и вернулась на военный аэродром Висбаден в Германии.

#### 2-я бригада в Мада’ин-Каде: 2008—09
В апреле 2008 года 2-я бригада из Баумхольдера, Германия, развернулась в районе Мада’ин-Кады на юго-востоке Багдада. Бригада, которой командовал полковник Пэт Уайт, заменила 3-ю бригаду 3-й пехотной дивизии, которой командовал полковник Уэйн Григсби, который четыре года спустя стал заместителем командующего 1-й бронетанковой дивизией. «Железная бригада» провела 14 месяцев боевых действий, сотрудничая со 2-м батальоном 25-й бригады иракской армии. Бригада приняла эстафету от 3-й бригады 3-й пд полковника Григсби, который очистил в 2006 году Салман Пак — безопасное убежище повстанцев. На протяжении всего своего развёртывания 2-я бригада помогала местным лидерам общин Мада’ин-Кады и иракским силам безопасности восстанавливать и оздоравливать этот район. В то время как 3-я бригада 1-й пд подавила силы Аль-Каиды в Ираке, действующие в этом районе, 2-я бригада 1-й бртд создала потенциал в местных органах власти и силах безопасности. 2-я бригада вернулась в Германию в мае 2009 года. 30 июля 2009 года бригада передислоцировалась в Форт-Блисс (штат Техас).

#### 4-я бригада в Ираке: 2009
В марте 2008 года 4-я бригада 1-й кавалерийской дивизии была переименована в 4-ю бригаду 1-й бронетанковой дивизии с пунктом постоянной дислокации в Форт-Блисс. В апреле 2009 года бригада развернулась в южных иракских провинциях Ди-Кар, Майсан и Мутанна в качестве первой армейской «бригады консультирования и помощи» — концепция, согласно которой американские войска отойдут на задний план перед иракскими силами безопасности и местными правительственными чиновниками. Бригада под командованием полковника Питера А. Ньюэлла и командующего сержанта майора Филиппа Д. Панди сотрудничал с провинциальными группами по восстановлению, группами по гражданским вопросам, должностными лицами Государственного департамента и военными группами переходного периода, оказывая помощь иракским силам безопасности и правительству Ирака. Партнёрство бригады позволило более чем одному миллиону избирателей принять участие в выборах 2010 года.

#### 1-я бригада в Ираке: 2009—10

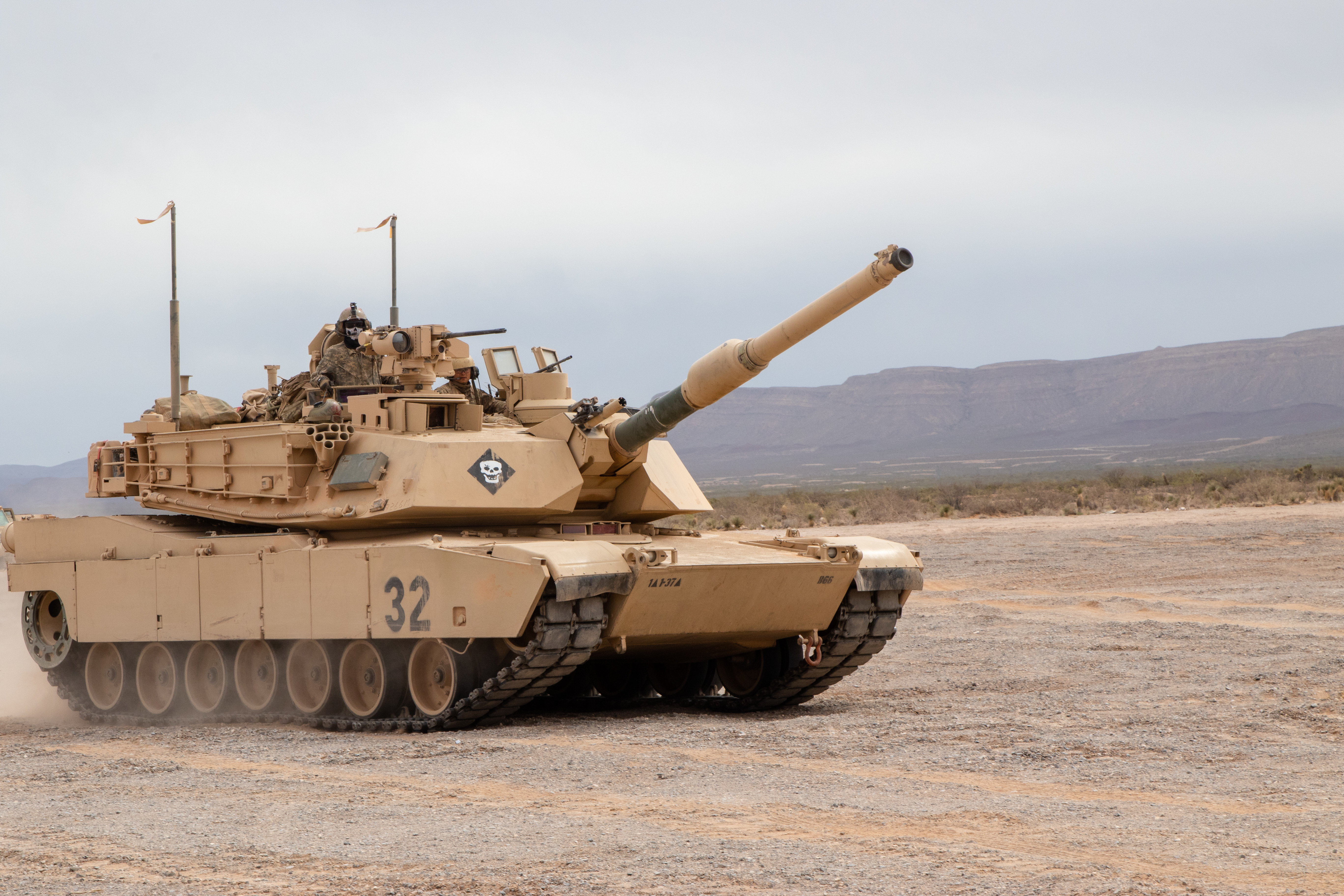
M1A2 Abrams 2-й бригады в ходе учений Strike Focus на полигоне Орогранде штата Нью-Мексико, 12 апреля 2019.

14 июля 2009 года Министерство обороны объявило, что штаб 1-й бронетанковой дивизии и 1-я бригада (1st HBCT) вернутся в Ирак в конце 2009 года в поддержку операции «Иракская свобода». С декабря 2009 года по декабрь 2010 года солдаты штаба 1-й бронетанковой дивизии провели год в Ираке, работая над переходом от боевой роли — операции «Иракская свобода» — к роли консультанта и помощника-операции «Новый рассвет».
В середине своей командировки, летом 2010 года, дивизия начала резко сокращать свою боевую роль в Ираке. 1-я бртд сопровождает конвои американских войск из Ирака в Кувейт в оставшееся время своего пребывания в Ираке.

#### 4-я консультативная бригада
В июле 2011 года группа 4/1-й бригады «Горцы» (Highlanders) была развёрнута в Ираке в поддержку операции «Новый рассвет». Бригада развернулась под командованием полковника Скотта Маккина, который позже служил заместителем командующего 1-й бртд по операциям. 1-й батальон 77-го бронетанкового полка был назначен в качестве сил быстрого реагирования, действуя из резервной оперативной базы Аддер (также известной как авиабаза Талиль), прилегающей к Насирии.
Когда правительства Соединённых Штатов и Ирака не смогли прийти к соглашению относительно иммунитета американского военнослужащего в Ираке, 4-я бригада была одним из последних подразделений, выведенных из Ирака в рамках завершения операции «Новый рассвет».

## Кампании
- Северная Африка (ноябрь 1942 — май 1943 годов; Центральное оперативное соединение). В рамках операции «Факел» десантировалась в Оране. Сражалась в Тунисе в составе 2-го корпуса генерал-майора Ллойда Р. Фридендалля. Разгромлена у Кассеринского прохода, отведена в Французское Марокко для восстановления и реорганизации.
- Италия (октябрь 1943 — май 1945 гг.; 5-я армия).

Расформирована 24 апреля 1946 года в Кэмп-Килмер, Нью-Джерси. 7 марта 1951 вновь сформирована в Форт-Худе, Техас для усиления армии во время Корейской войны.

## Командиры
- генерал-майор Брюс Магрудер (июль 1940 — март 1942)
- генерал-майор Орландо Уорд (март 1942 — апрель 1943)
- генерал-майор Эрнест Н. Хармон (апрель 1943 — июль 1944)
- генерал-майор Вернон Э. Причард (июль 1944 — сентябрь 1945)
- генерал-майор Родерик Р. Аллен (сентябрь 1945 — январь 1946)
- генерал-майор Хобарт Р. Гей (февраль 1946 — апрель 1946)

## Состав

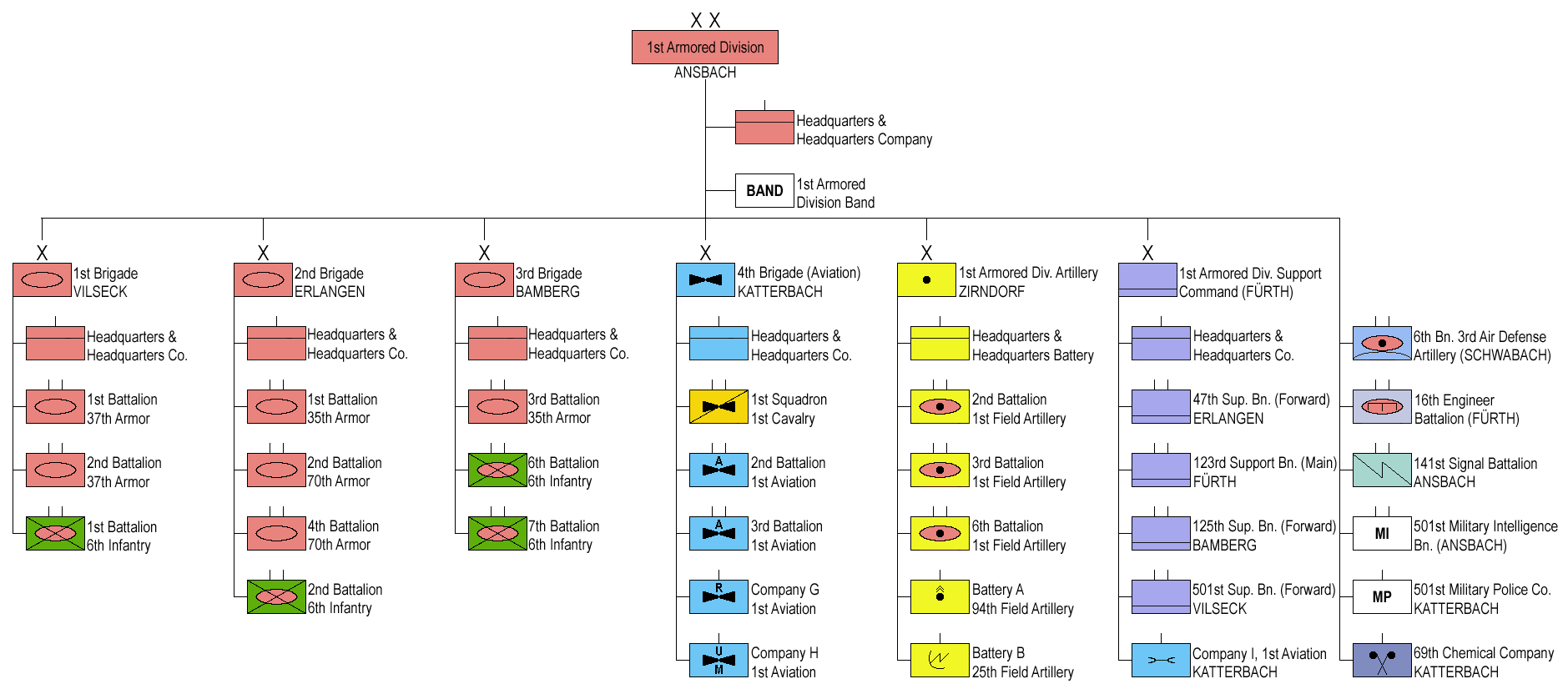
Состав 1-й бронетанковой дивизии в 1989 году.
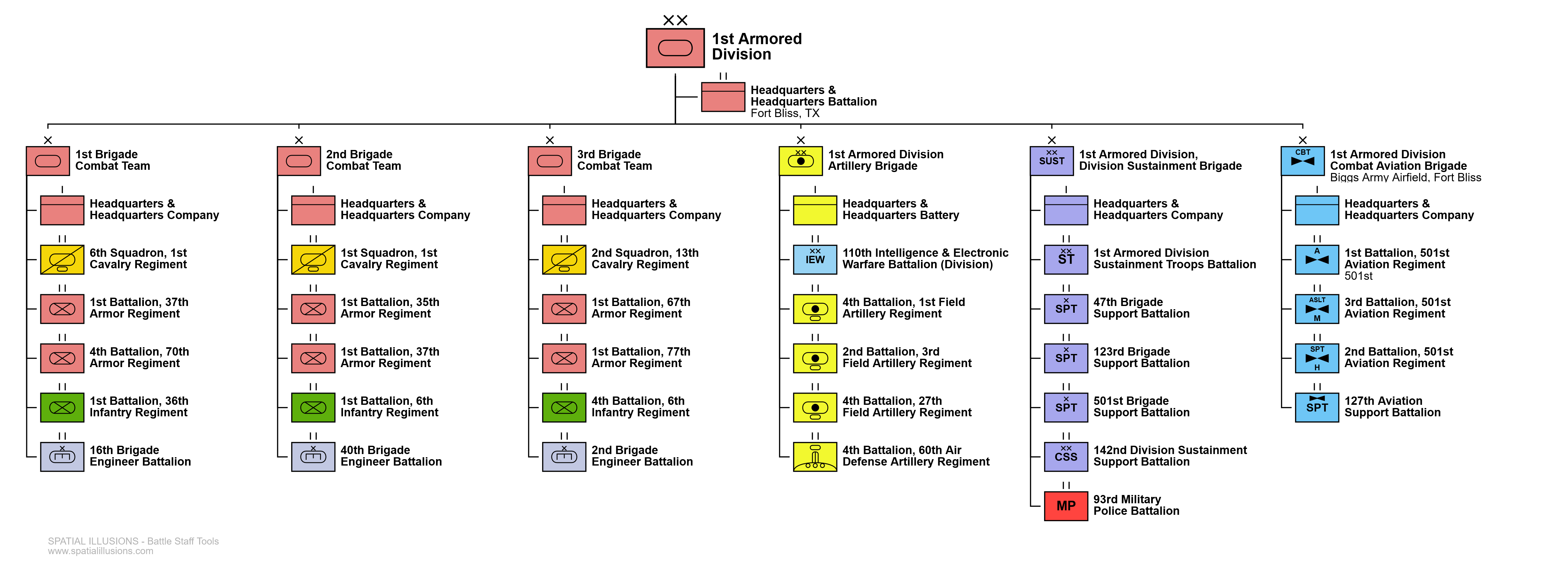
ОШС 1-й бронетанковой дивизии в 2024 году.

- управление дивизии (HHC, 1st Armored Division)
- 1-я бронетанковая бригада (HHC, 1st Armored Brigade)
  - 1-й бронетанковый полк (лёгкий) (1st Armored Regiment (Light))
  - 13-й бронетанковый полк (лёгкий) (13th Armored Regiment (Light))
  - 69-й бронетанковый полк (средний) (69th Armored Regiment (Medium))
- 81-й разведывательный батальон (81st Armored Reconnaissance Squadron)
- 6-й моторизованный полк (6th Armored Infantry Regiment)
- 68-й артиллерийский полк (68th Armored Field Artillery Regiment)
- 27-й артиллерийский дивизион (27th Field Artillery Battalion (Armored))
- 16-й инженерный батальон (16th Engineer Battalion (Armored))
- 13-й квартирмейстерский батальон (13th Quartermaster Battalion (Armored))
- 19-й артиллерийско-технический дивизион (19th Ordnance Battalion (Armored))
- 47-й медицинский батальон (47th Medical Battalion (Armored))
- 141-я рота связи (141st Signal Company (Armored))[25][26]

- Штабная рота (Headquarters Company)
- Боевое командование «А» (Combat Command A)
- Боевое командование «Б» (Combat Command B)
- Резервное командование (Reserve Command)
- 1-й танковый батальон (1st Tank Battalion)
- 4-й танковый батальон (4th Tank Battalion)
- 13-й танковый батальон (13th Tank Battalion)
- 6-й моторизованный батальон (6th Armored Infantry Battalion)
- 11-й моторизованный батальон (11th Armored Infantry Battalion)
- 14-й моторизованный батальон (14th Armored Infantry Battalion)
- 81-й разведывательный батальон (81st Cavalry Reconnaissance Squadron (Mechanized))
- 16-й инженерный батальон (16th Armored Engineer Battalion)
- 141-я рота связи (141st Armored Signal Company)
- Артиллерийское командование (1st Armored Division Artillery)
  - 27-й артиллерийский дивизион (27th Armored Field Artillery Battalion)
  - 68-й артиллерийский дивизион (68th Armored Field Artillery Battalion)
  - 91-й артиллерийский дивизион (91st Armored Field Artillery Battalion)
- Командование МТО (1st Armored Division Trains)
  - 123-й батальон артиллерийско-технического обслуживания (123rd Armored Ordnance Maintenance Battalion)
  - 47-й медицинский батальон (47th Armored Medical Battalion)
  - Взвод военной полиции (Military Police Platoon)
  - Оркестр (Band)[27]

- 3-я бригада 3-й пехотной дивизии (заменила 1-ю бригаду 1-й бртд в ходе развёртывания в операции «Буря в пустыне») (3rd Brigade, 3rd Infantry Division (Mechanized) [Replaced 1st Brigade, 1st Armored Division in deployment for Operation Desert Storm])
  - 4-й батальон 66-го бронетанкового полка (4th Battalion, 66th Armor [Aschaffenburg] (M-1A1))
  - 1-й батальон 7-го пехотного полка (1st Battalion, 7th Infantry [Aschaffenburg] (M-2A2))
  - 4-й батальон 7-го пехотного полка (4th Battalion, 7th Infantry [Aschaffenburg] (M-2A2))
  - 1-й эскадрон 1-го кавалерийского полка (1st Squadron, 1st Cavalry [Katterbach] [BLACHAWK] [AH-1; M-3] (1st Armored Division Asset))
  - 2-й дивизион 41-го артиллерийского полка (2nd Battalion, 41st Field Artillery [Bad Kissingen] (M-109 3x8))
  - 26-й батальон передовой поддержки (26th Support Battalion (Forward) (Aschaffenburg))
- 2-я бригада (2nd Brigade, 1st Armored Division (Col. Montgomery Meigs, USA))
  - 1-й батальон 35-го бронетанкового полка (1st Battalion, 35th Armor [Erlangen] (M-1A1) (Lt. Col. Jerry Weidewitsch, USA))
  - 2-й батальон 70-го бронетанкового полка (2nd Battalion, 70th Armor [Erlangen] (M-1A1) (Lt. Col. Steve Whitcomb, USA))
  - 4-й батальон 70-го бронетанкового полка (4th Battalion, 70th Armor [Erlangen] (M-1A1) (Lt. Col. Bill Feyk, USA))
  - 6-й батальон 6-го пехотного полка (6th Battalion, 6th Infantry [Bamberg] (M-2A2) (Lt. Col. Michail McGee, USA))
- 3-я бригада (3rd Brigade, 1st Armored Division (Col. Dan Zanini, USA))
  - 3-й батальон 35-го бронетанкового полка (3rd Battalion, 35th Armor [Bamberg] (M-1A1) (Lt. Col. Ed Kane, USA))
  - 1-й батальон 37-го бронетанкового полка (1st Battalion, 37th Armor [Vilseck] (M-1A1HA) (Lt. Col. Ed Dyer, USA) (also was in 1st Brigade))
  - 7-й батальон 6-го пехотного полка (7th Battalion, 6th Infantry [Bamberg] (M-2A2) (Lt. Col. Ward Critz, USA))
- Артиллерийское командование (1st Armored Division Artillery)
  - Батарея А 94-го артиллерийского полка (Battery A, 94th Field Artillery [Zirndorf] (MLRS) [During ground offensive OPCON 4th Battalion, 27th Field Artillery])
  - Батарея Б 25-го артиллерийского полка (Battery B, 25th Field Artillery [Zirndorf] (Target Acquisition Battery))
  - 2-й дивизион 1-го артиллерийского полка (2nd Battalion, 1st Field Artillery [Zirndorf] (M-109 3x8) [DS 2nd Brigade])
  - 3-й дивизион 1-го артиллерийского полка (3rd Battalion, 1st Field Artillery [Bamberg] (M-109 3x8) [DS 3rd Brigade])
- Авиационная бригада (Aviation Brigade, 1st Armored Division (Col. Dan Petrovsky, USA))
  - Оперативная группа «Феникс» (Task Force PHOENIX (Consolidated UH-60 assets, Aviation Brigade, 1st Armored Division) [During initial phase of ground combat served under Task Force 3-1 Aviation control])
  - Рота G 1-го авиационного полка (управление) (Company G, 1st Aviation [Katterbach] (Command))
  - Рота H 1-го авиационного полка (штурмовая) (Company H, 1st Aviation [Katterbach] (Assault))
  - 2-й батальон 1-го авиационного полка (2nd Battalion, 1st Aviation [Katterbach] (18 x AH-64) OPCON to 2nd Armored Cavalry 24-27 Feb 91)
  - 3-й батальон 1-го авиационного полка (3rd Battalion, 1st Aviation [Katterbach] (18 x AH-64))
  - Рота I 1-го авиационного полка (Company I, 1st Aviation (Katterbach) (AVIM) (Lt. Col. Bill Hatch, USA) [Provisionally organized prior to deployment as 9th Battalion, 1st Aviation and committed in direct support of the Aviation Brigade as a prototype of the Aviation Support Battalion concept])
- Командование поддержки (1st Armored Division Support Command)
  - 47-й батальон передовой поддержки (47th Support Battalion (Forward) [DS 2nd Brigade] (Erlangen))
  - 123-й батальон передовой поддержки (123rd Support Battalion (Main) (Furth))
  - 125-й батальон передовой поддержки (125th Support Battalion (Forward) [DS 3rd Brigade] (Bamberg))
  - 400-я рота кадровой службы (400th Personnel Service Company (Ansbach) (attached))
  - Оркестр 1-й бртд (1st Armored Division Band (Ansbach))
  - 6-й батальон 3-го полка ПВО (6th BN, 3rd ADA (Vulcan/Stinger) [Schwabach])
  - 69-я химическая рота (69th Chemical Company (Zirndorf) [less original 1st (Fox) Platoon with 24th Infantry Division since DESERT SHIELD] 16th Engineer BN [Furth])
  - Рота Браво 54-го инженерного батальона (Company B, 54th Engineer Battalion)
  - 501-й батальон военной разведки (501st Military Intelligence Battalion (CEWI) (Katterbach))
  - 501-я рота военной полиции (501st Military Police Company (Ansbach))
  - 141-й батальон связи (141st Signal Battalion (Ansbach))
  - Оперативная инженерная группа WILDCAT (Task Force WILDCAT (Engineer) provisional formation for ground combat phase consisting of Company C, 16th Engineer Battalion and Company D, 54th Engineer Battalion.)
- Приданные подразделения (OPCON and Attached Units)
  - 501-я рота по гражданским делам (501st Civil Affairs Company (USAR NY))[28]

ВВТ 1-й бронетанковой дивизии
После передислокации частей дивизии в Форт-Блисс, основой дивизии стали бригады постоянного состава. Дивизия стала состоять из штаба, штабного батальона, трёх ударных бригад, авиационной бригады с БЛА и вертолётами, бригады тылового обеспечения и управления артиллерии.
3-я пехотная бригада (3rd IBCT) распущена после возвращения из Афганистана в 2015 году; 4-я бронетанковая бригада (4th ABCT) получила её номер.
В 2019 году 1-я механизированная бригада (страйкер) переформирована в бронетанковую.
- Штаб и штабной батальон (Division Headquarters and Headquarters Battalion «Gladiator»)
  - Штаб и рота обеспечения (Headquarters and Support Company)
  - Оперативная рота (Operations Company)
  - Рота разведки и жизнеобеспечения (Intelligence and Sustainment Company)
  - Рота связи (Division Signal Company)
  - Оркестр (1st AD Band)
- 1-я бронетанковая бригада «Первая готовность» (1st Armored Brigade Combat Team «Ready First»)
  - Штаб и штабная рота (Headquarters and Headquarters Company)
  - 6-й эскадрон 1-го кавалерийского полка (6th Squadron, 1st Cavalry Regiment)
  - 2-й батальон 37-го бронетанкового полка (2th Battalion 37th Armor Regiment)
  - 4-й батальон 70-го бронетанкового полка (4th Battalion 70th Armor Regiment)
  - 1-й батальон 36-го пехотного полка (1st Battalion 36th Infantry Regiment)
  - 16-й инженерный батальон (16th Brigade Engineer Battalion)
  - 501-й батальон поддержки бригады (501st Brigade Support Battalion)
- 2-я бронетанковая бригада «Железная бригада» (2nd Armored Brigade Combat Team «Iron Brigade»)
  - Штаб и штабная рота (Brigade Headquarters and Headquarters Company)
  - 1-й эскадрон 1-го кавалерийского полка (1st Squadron 1st Cavalry Regiment)
  - 1-й батальон 35-го бронетанкового полка (1st Battalion 35th Armored Regiment)
  - 1-й батальон 37-го бронетанкового полка (1st Battalion 37th Armor Regiment)
  - 1-й батальон 6-го пехотного полка (1st Battalion, 6th Infantry Regiment)
  - 40-й инженерный батальон (40th Brigade Engineer Battalion)
  - 47-й батальон поддержки бригады (47th Brigade Support Battalion)
- 3-я бронетанковая бригада «Бульдоги» (3rd Armored Brigade Combat Team «Bulldogs»)
  - Штаб и штабная рота (Brigade Headquarters and Headquarters Company)
  - 2-й эскадрон 13-го кавалерийского полка (2nd Squadron, 13th Cavalry Regiment)
  - 1-й батальон 67-го бронетанкового полка (1st Battalion, 67th Armor Regiment)
  - 1-й батальон 77-го бронетанкового полка (1st Battalion, 77th Armor Regiment)
  - 4-й батальон 6-го пехотного полка (4th Battalion, 6th Infantry Regiment)
  - 2-й инженерный батальон (2nd Brigade Engineer Battalion)
  - 123-й батальон поддержки бригады (123rd Brigade Support Battalion)
- Артиллерийское командование «Железная сталь» (1st Armored Division Artillery «Iron Steel»)
  - Штаб и штабная батарея (Headquarters & Headquarters Battery)
  - 24-й штабной пресс-лагерь (24th Press Camp Headquarters)
  - 2-й дивизион 3-го артиллерийского полка (2nd Battalion 3rd Field Artillery Regiment)
  - 4-й дивизион 1-го артиллерийского полка (4th Battalion, 1st Field Artillery Regiment)
  - 4-й дивизион 27-го артиллерийского полка (4th Battalion, 27th Field Artillery Regiment)
- Бригада армейской авиации «Железный орёл» (Combat Aviation Brigade, 1st Armored Division «Iron Eagle»)
  - Штаб и штабная рота (Headquarters and Headquarters Company)
  - 3-й (ударно-разведывательный) эскадрон 6-го кавалерийского полка (3rd (Heavy Attack-Reconnaissance) Squadron, 6th Cavalry Regiment «Heavy Cav»)
  - 1-й (ударный) батальон 501-го авиационного полка (Pistoleros 1st Attack Battalion, 501st Aviation Regiment «Pistoleros»)
  - 2-й (транспортный) батальон 501-го авиационного полка (2nd General Aviation Battalion, 501st Aviation Regiment «Desert Knights»)
  - 3-й (штурмовой) батальон 501-го авиационного полка (3rd Assault Battalion, 501st Aviation Regiment «Apocalypse»)
  - Рота E 501-го авиационного полка (Company E, 501st Aviation Regiment) (MQ-1C Grey Eagle)
  - 127-й батальон тылового обеспечения (127th Aviation Support Battalion «Work Horse»)
- Бригада поддержки (1st Armored Division Sustainment Brigade)
  - Штаб и штабная рота (Headquarters and Headquarters Company)
  - 15-й батальон специальных войск (15th Special Troops Battalion)
  - 142-й батальон поддержки боевого обеспечения (142nd Combat Sustainment Support Battalion)